# トヨタ・ラッシュ
ラッシュ (Rush) は、ダイハツ工業が製造し、トヨタ自動車が現在、東南アジア市場で販売している小型SUVである。日本国内では2016年まで販売され、ダイハツ・ビーゴの姉妹車であった。

## 初代 J2##E/F7##型（2006年 - 2016年）
テリオスのOEM供給モデルであったキャミの後継車となる。形式は2WDがJ200E型で4WDがJ210E型。
型式がダイハツ流のためOEMとして紹介されることが多いが、正確には共同開発車である。
エンジンは直列4気筒DOHC。駆動形態は、今やこのクラスでは珍しい縦置きエンジンのFRと4WDである。トランスミッションは4速ATと5速MT（4WDのみ）を搭載する。ATはインパネシフトを採用するが、MTはフロアシフトとなっている。4WDは、車内のスイッチでロックさせることが可能なセンターデフを備えたフルタイム方式である。ボディ構造にはビルトインラダーフレーム式モノコックを採用。これはモノコックボディに、はしご型のフレームを組み込んで一体化させた構造である。このボディはインドネシアで生産されている、7人乗りミニバンのダイハツ・セニア/トヨタ・アバンザのボディをベースに開発が進められ、専用に新設計されたものである。
生産は発売から2012年途中まではダイハツ九州大分（中津）工場で、それ以後はダイハツ工業本社（池田）工場。日本国外では、ホイールベースを2,580mmから2,685mm (+105mm)、全長を4,405mmに延長した3列シート7人乗りのインドネシア製ダイハツ・テリオス（ビーゴの日本国外版）のOEM供給モデルが、インドネシアとマレーシアで販売されている。
- 2006年1月17日 - ビーゴのOEM供給モデルとして発売され、発売後1か月の売り上げを目標の1,500台を4倍上回る約6,000台を売り上げて好調なスタートを切った。キャッチコピーは「見晴らしのいいコンパクト」。また、CMキャラクターには哀川翔が起用された。
- 2008年
  - 1月11日 - 一部改良。

外装色にパールホワイトIIIとブリティッシュグリーンマイカを加え、パーキングブレーキ戻し忘れ防止ブザーを追加装備。同時に特別仕様車「G Limited」を発売。
  - 11月13日 - マイナーチェンジ。

外内装（シート表皮、スポーティメーター、フロントまわり、リアバンパーなど）を変更し、内装色にグレージュ、外装色にシャンパンゴールドメタリックを追加。また、空力特性の改善などにより、燃費を向上。さらに、「G」にはアルカンターラ採用のシート表皮、ディスチャージヘッドランプ、キーフリーシステム、盗難防止システム（エンジンイモビライザーシステム）を標準装備した「Lパッケージ」を追加設定。
- 2010年7月5日 - 一部改良するとともに、特別仕様車「X Smart Edition」を発売した。

今回の一部改良では、全グレードにおいて、装備を簡素化することで価格の引き下げを実施した。
特別仕様車は、「X」グレードをベースに外板色に特別色プラムブラウンパールクリスタルシャイン（オプション）を含む全9色を設定したほか、特別色プラムのシート表皮、キーフリーシステム&盗難防止システム（エンジンイモビライザーシステム）、センターアームレスト（オートマチック車の運転席のみ）を標準装備にし、さらにフロントのシートやヘッドレストのファブリック表皮にダブルステッチを施した。
なお、JC08モードへの対応により、低排出ガス車認定レベルが「平成17年規制」に格下げとなり、リアウィンドウに装着されていた低排出ガス車認定レベルのステッカーがつかなくなった。
- 2012年4月4日 - 一部改良。

フロント席のヘッドレストの形状を変更し、リア中央席にヘッドレストと3点式シートベルトを新たに追加。ボディカラーの追加も行い、カタロググレードには「ブロンズオリーブパールメタリック」を、特別仕様車「X Smart Edition」には本グレード専用色の「アズキマイカ」をそれぞれ追加。
- 2013年1月31日 - 一部改良。

4WD車にVSC&TRCを標準装備。ボディカラーには、特別仕様車「X Smart Edition」専用色だった「アズキマイカ」を追加設定し、全8色の設定になった。また、「X」と「G」の内装色とシート表皮色に「プラム」を設定したほか、「X」には、フロントセンターアームレストを標準装備し、キーフリーシステム&盗難防止装置（エンジンイモビライザーシステム）をオプション設定に追加した。なお、今回の一部改良でJC08モード燃費に対応した。またMT車を廃止。
- 2014年
  - 9月5日 - 2WD車生産終了。
  - 10月4日 - 2WD車販売終了。
- 2014年末 ｰ ここまで新車登録台数の累計が9万556台[3]に達する。
- 2016年
  - 1月 - ボディーカラーのうち「シャイニングレッド」、「シャンパンゴールドメタリック」、「ブロンズオリーブパールメタリック」の3色を廃止し、パールホワイトIII、ブライトシルバーメタリック、チタニウムグレーメタリック、ブラックマイカメタリック、アズキマイカの計5色に絞る。
  - 2月26日 - オーダーストップによりOEM元のダイハツ・ビーゴと共に生産終了。以後、在庫のみの対応となる。
  - 3月31日 - 販売終了、およびホームページの掲載を終了（東南アジア向けは継続販売）。日本市場での間接的な後継車種は2019年11月5日に販売を開始した2代目ダイハツ・ロッキーのOEMにあたるライズとなる。

前期型

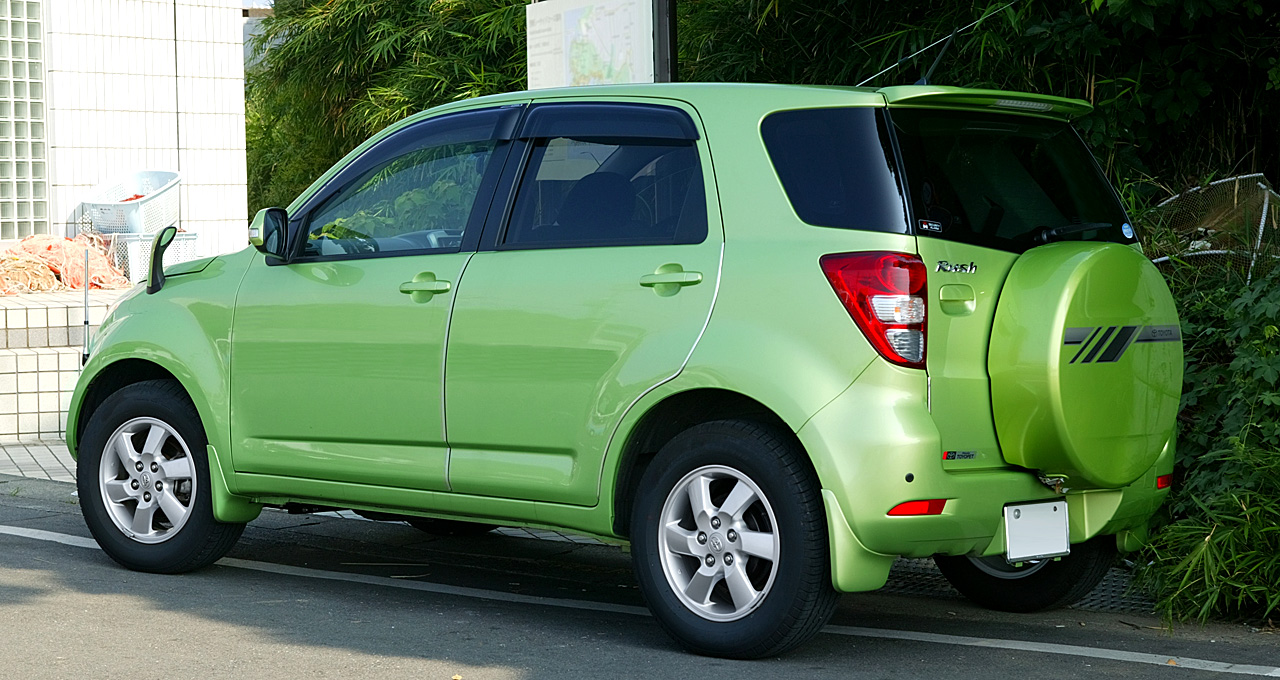
2006年1月 - 2008年11月販売型（リア）
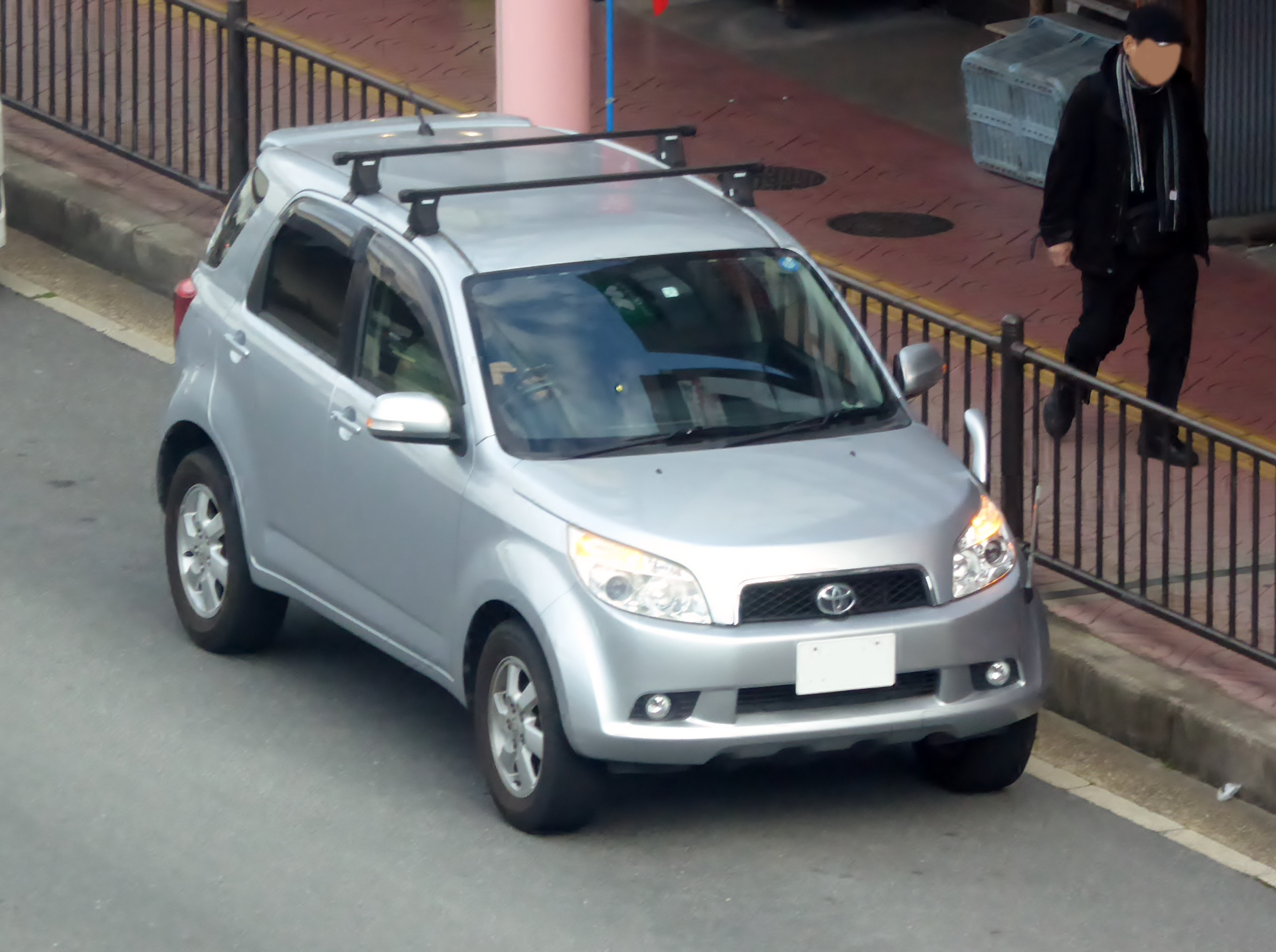
Gグレード（フロント）
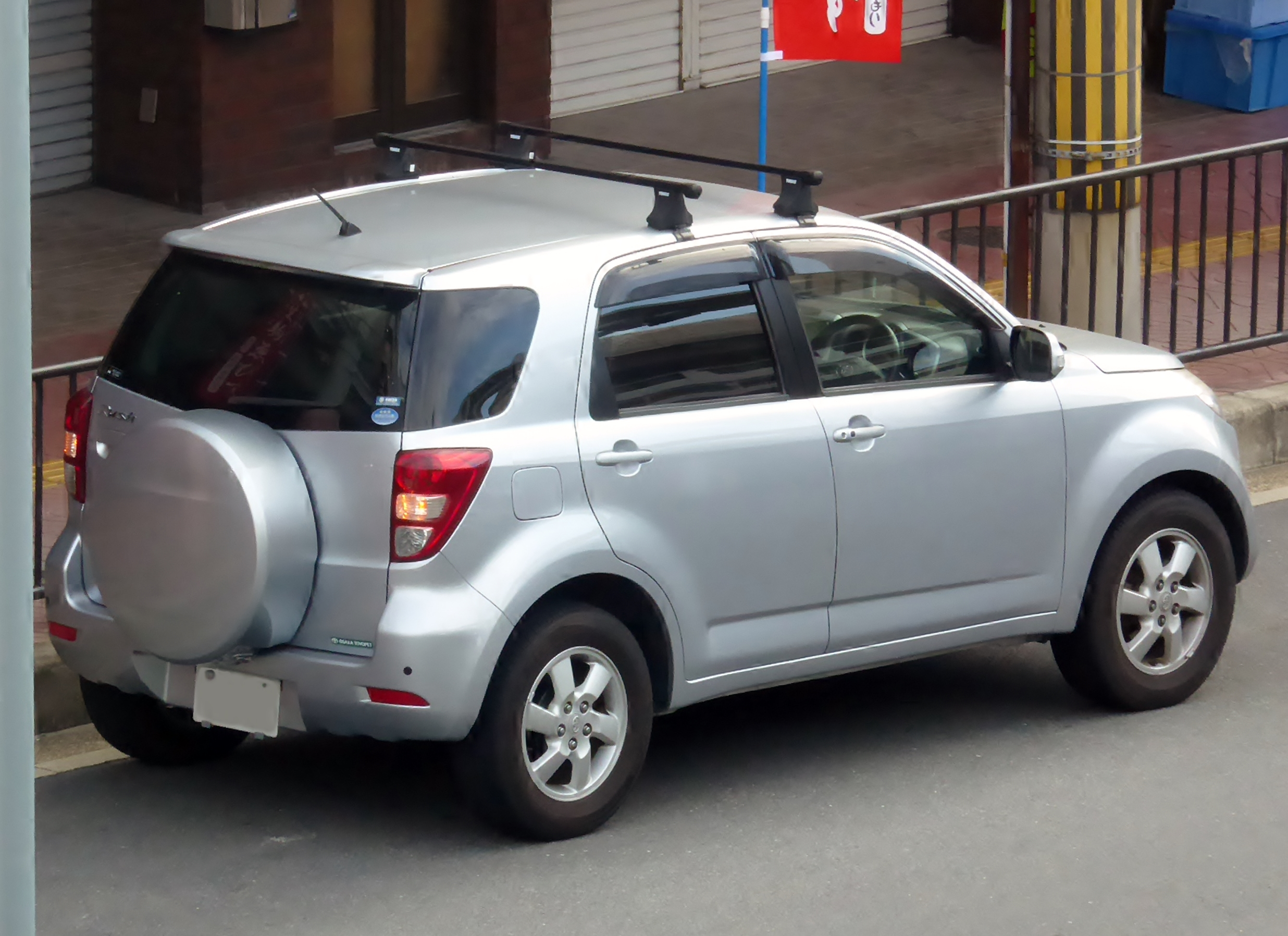
Gグレード（リア）
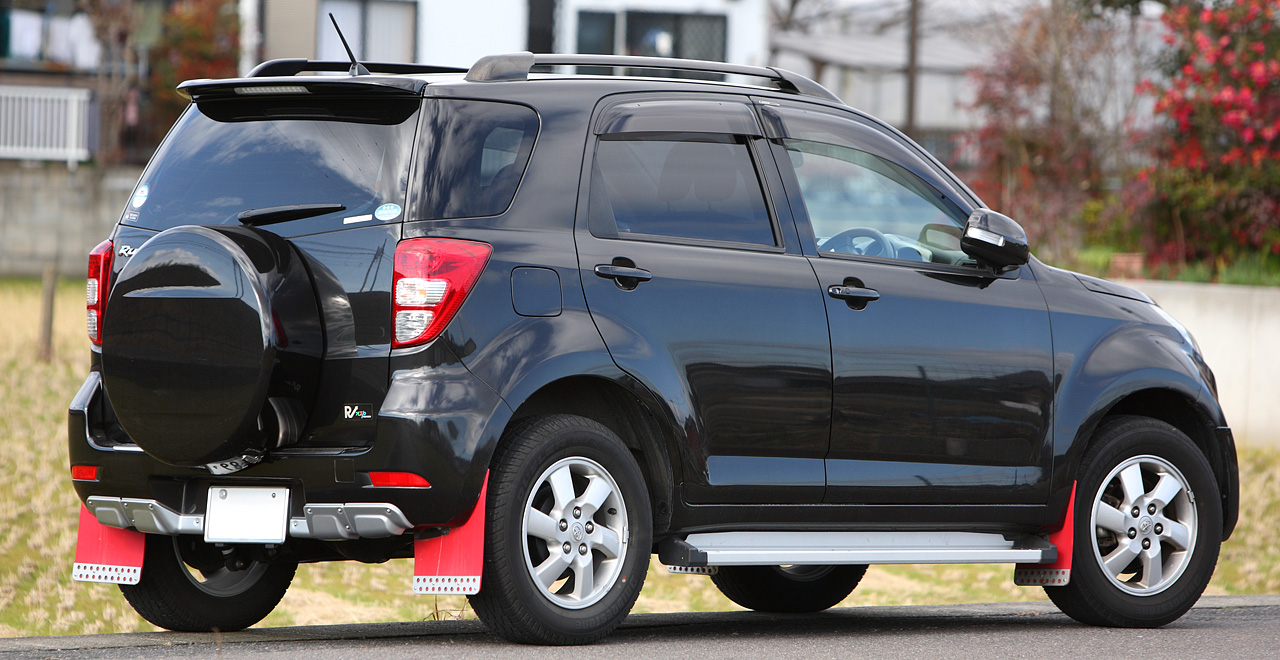
Xグレード
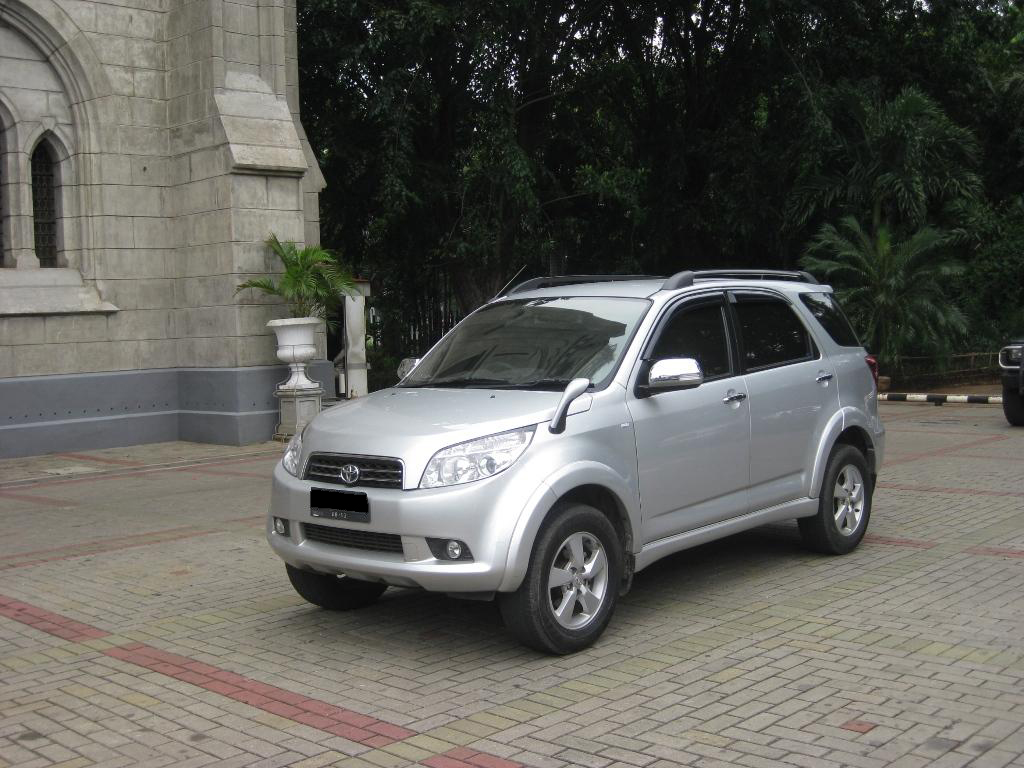
1.5 Gグレード
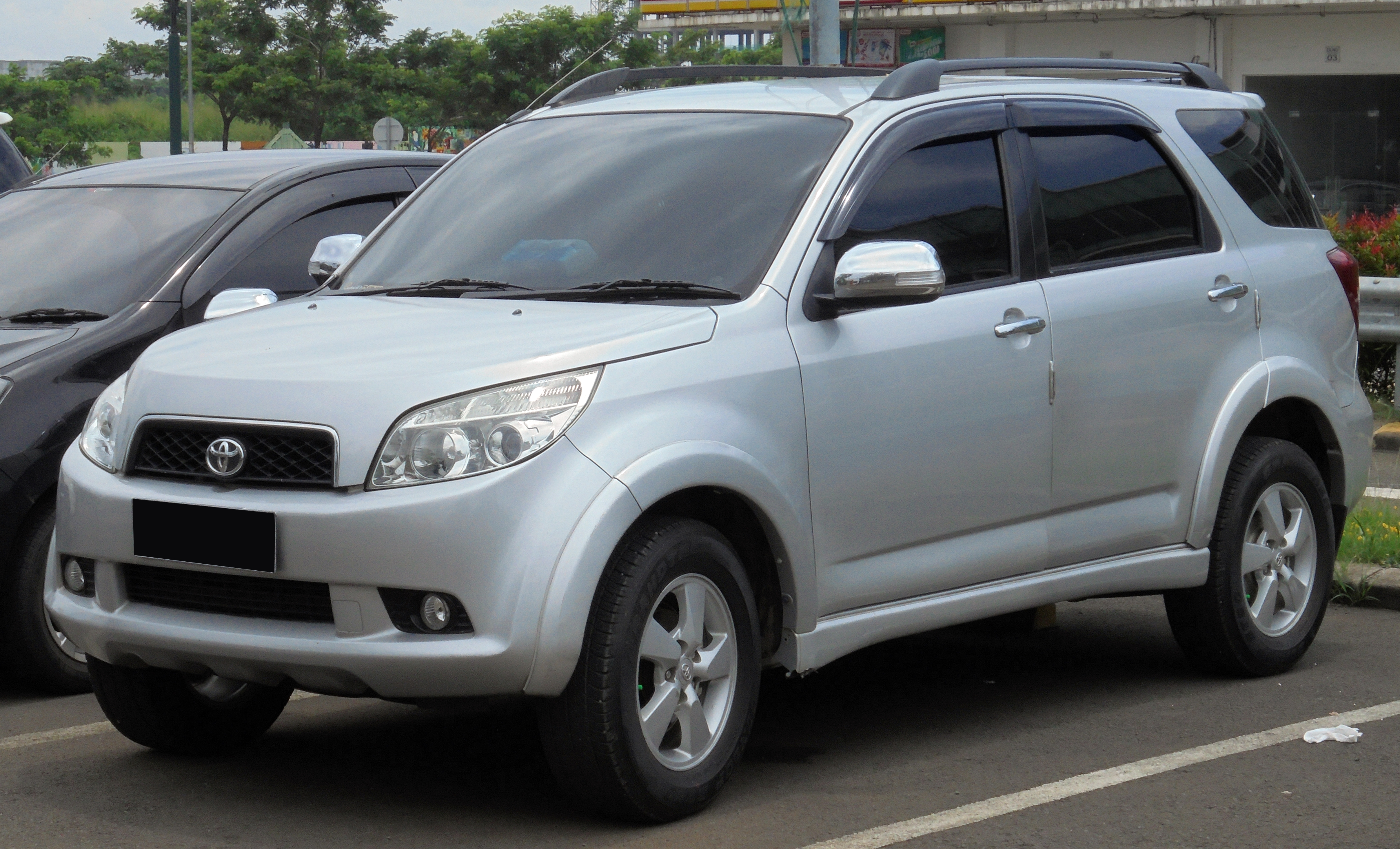
1.5 Sグレード

中期型（日本では後期型）

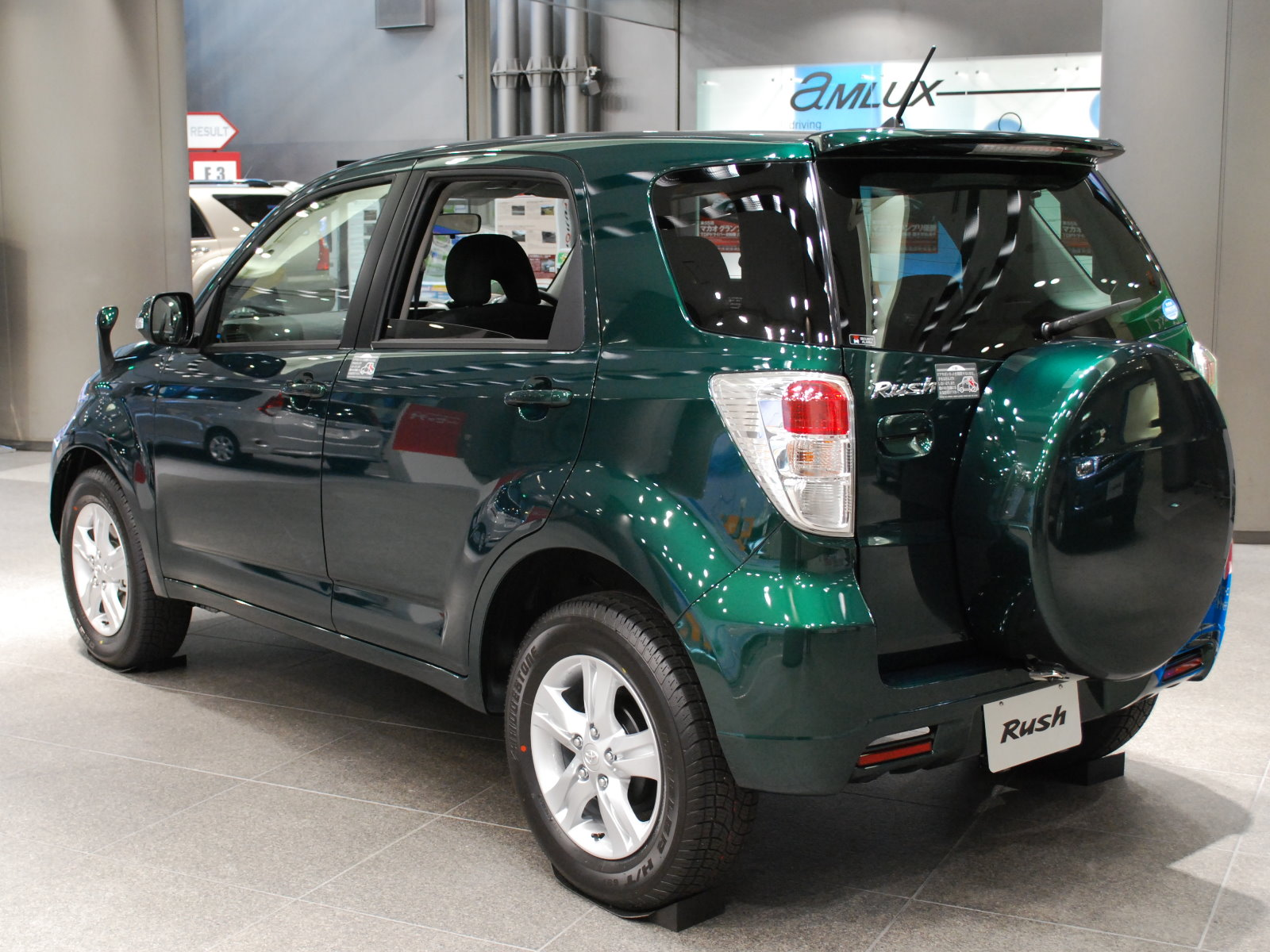
2008年11月 - 2016年3月販売型（リア）
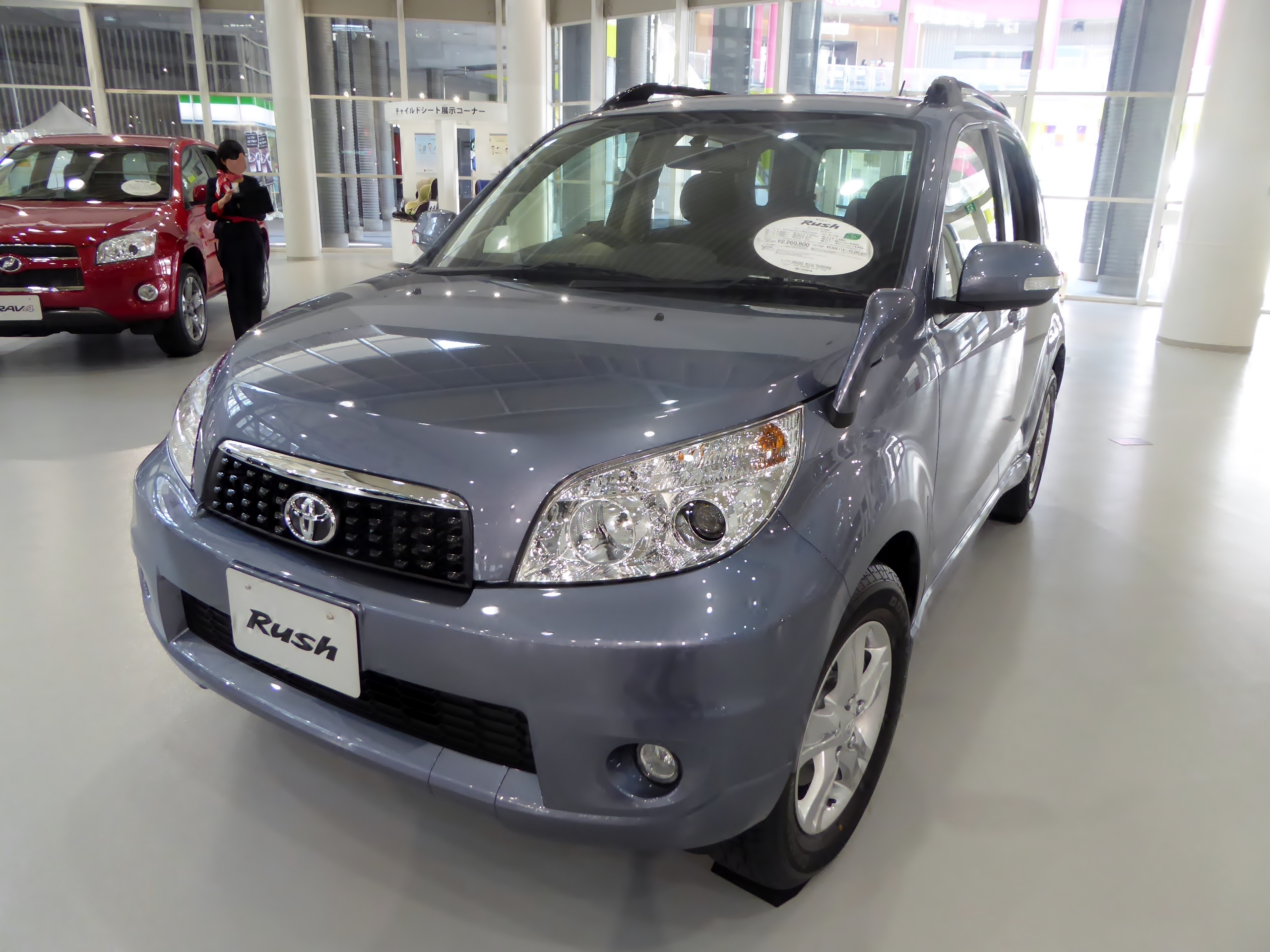
G "Lパッケージ"（フロント）
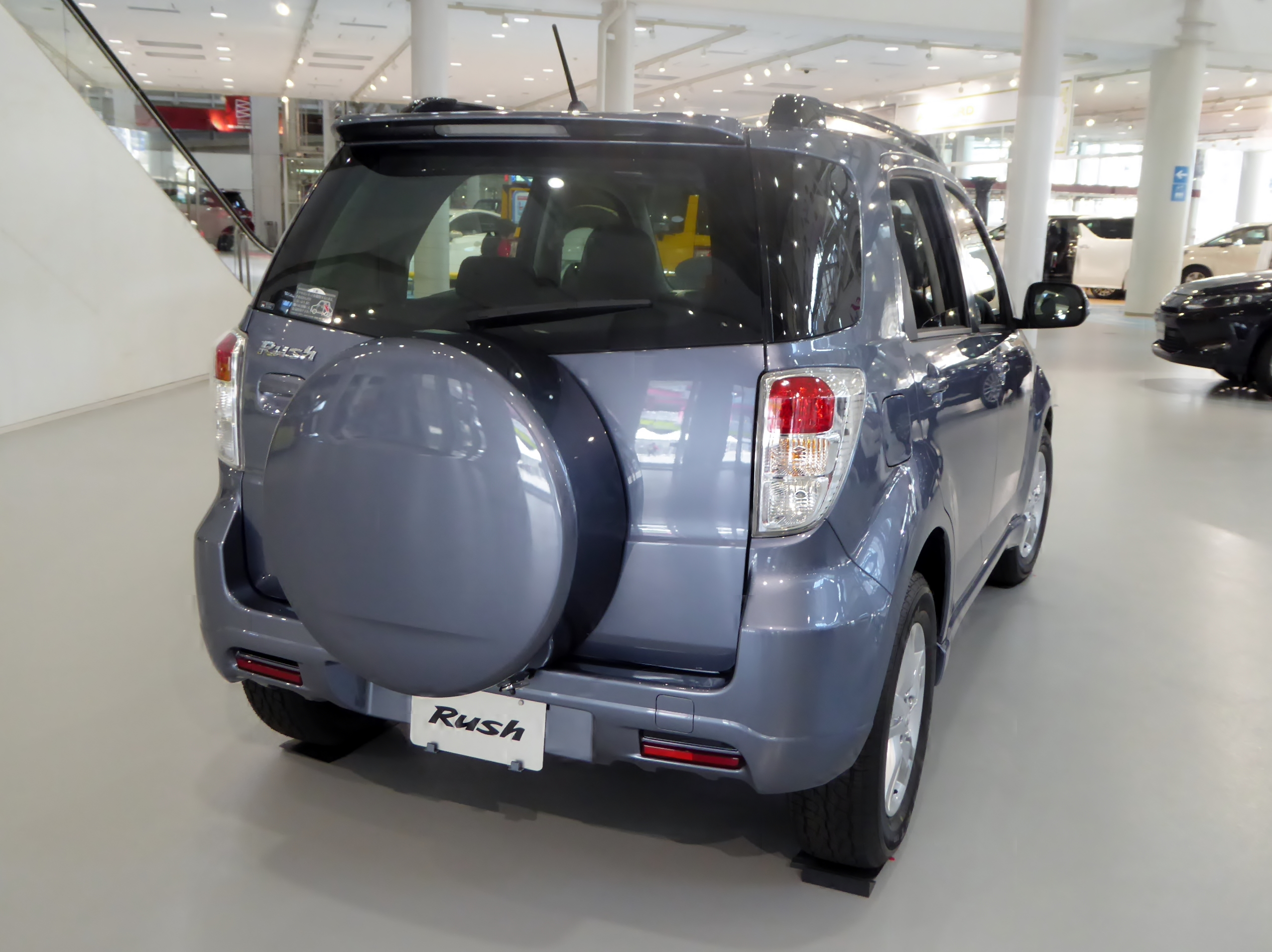
G "Lパッケージ"（リア）
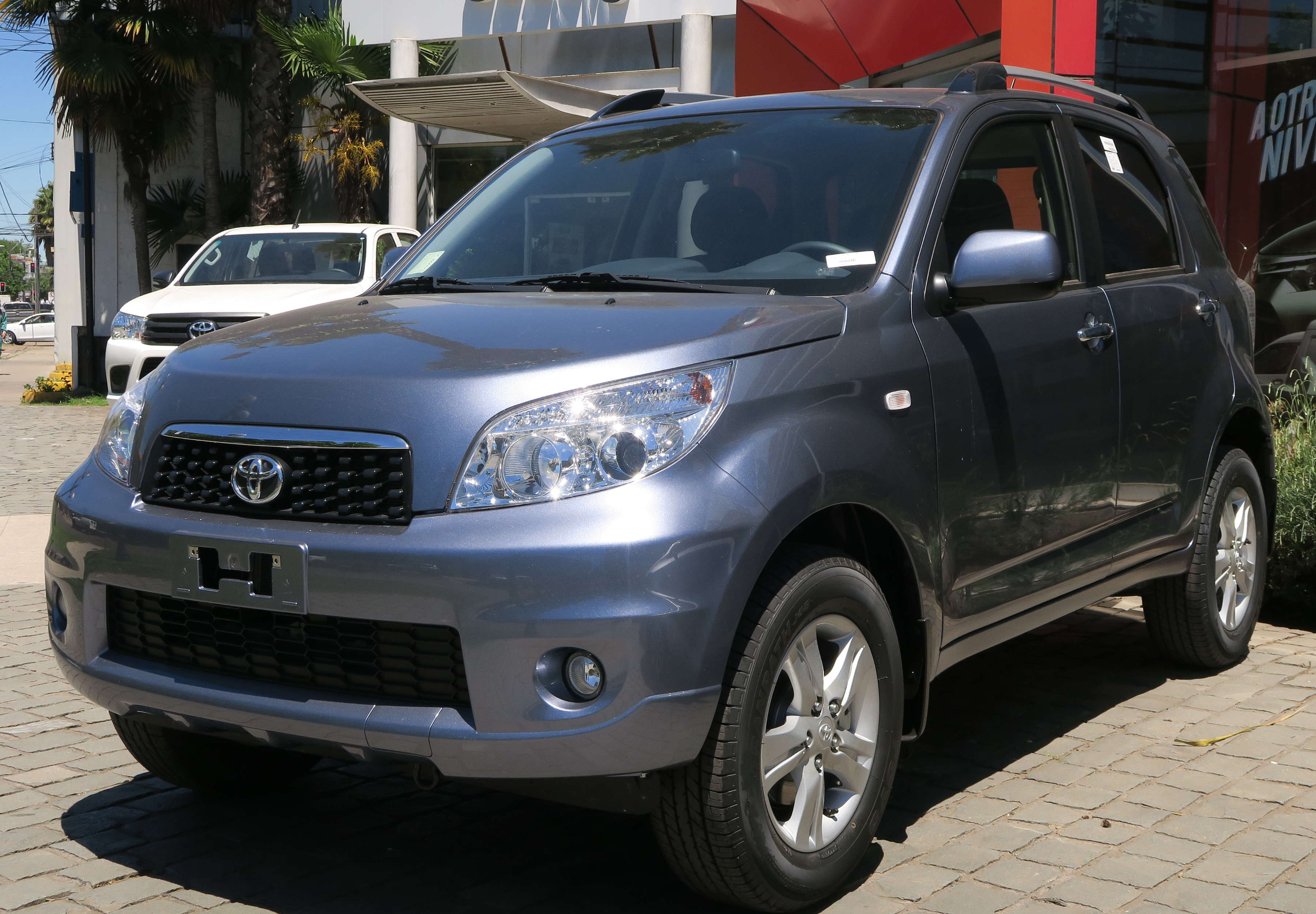
1.5 LEiグレード
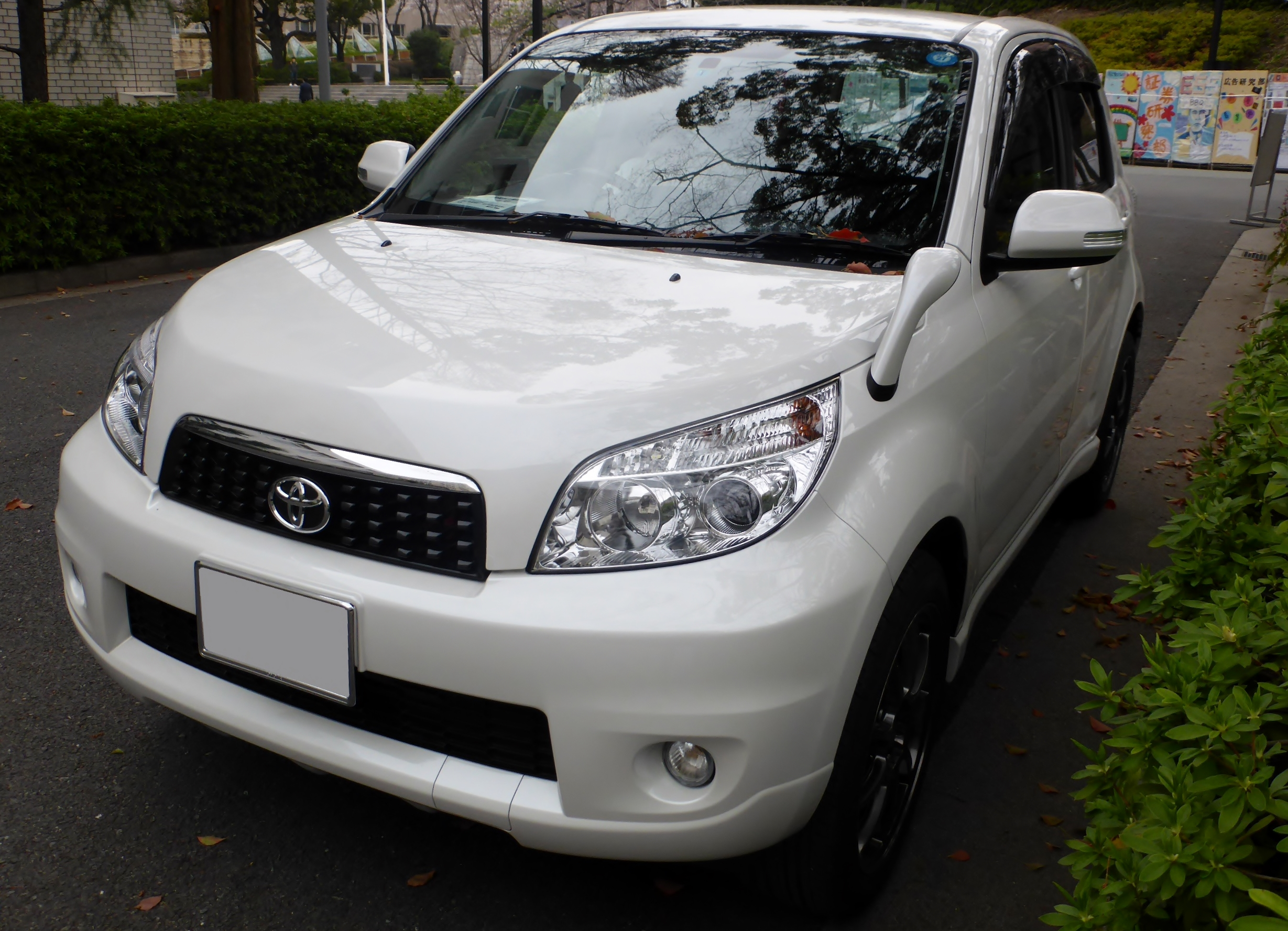
Gグレード（フロント）
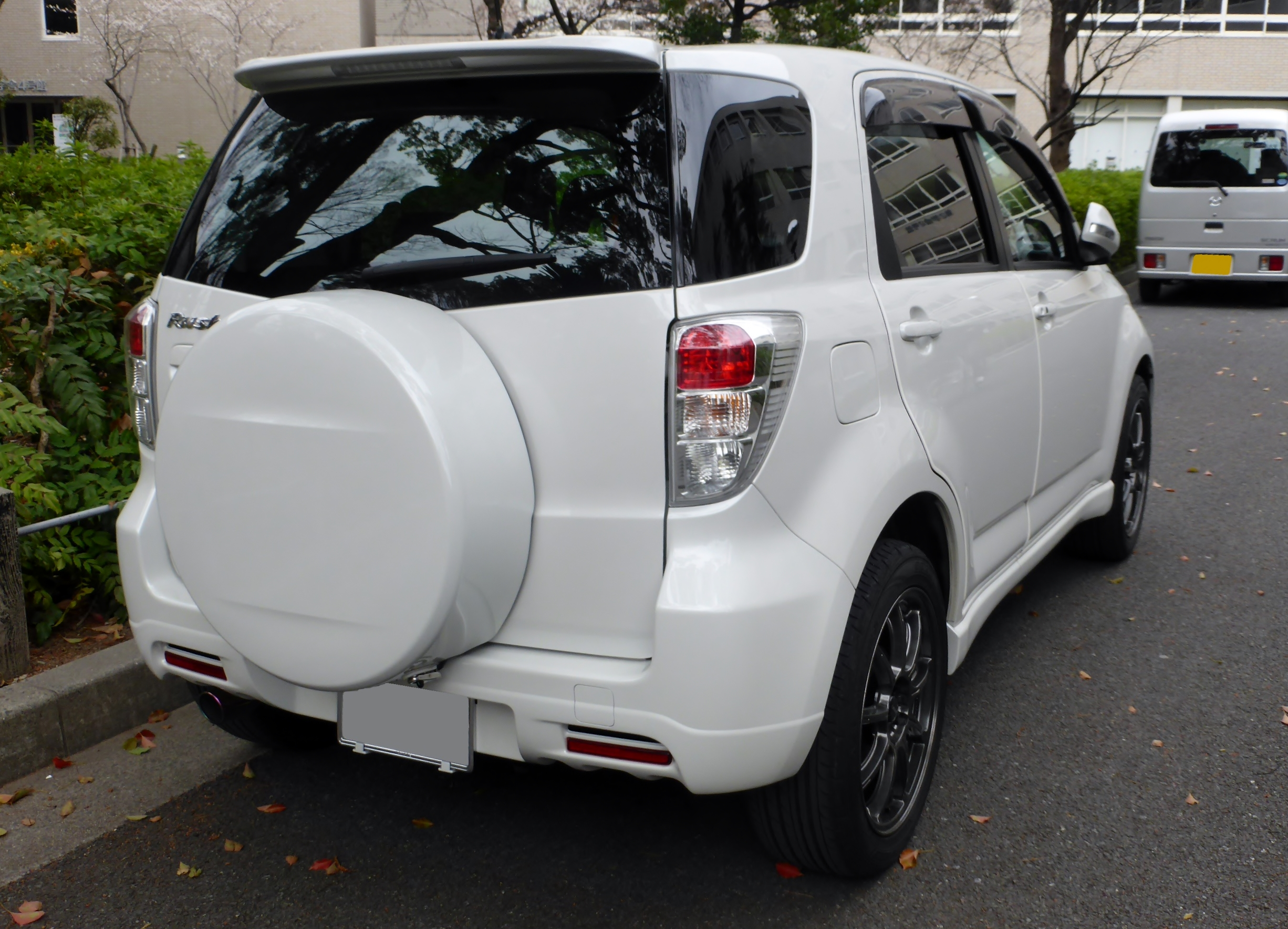
Gグレード（リア）
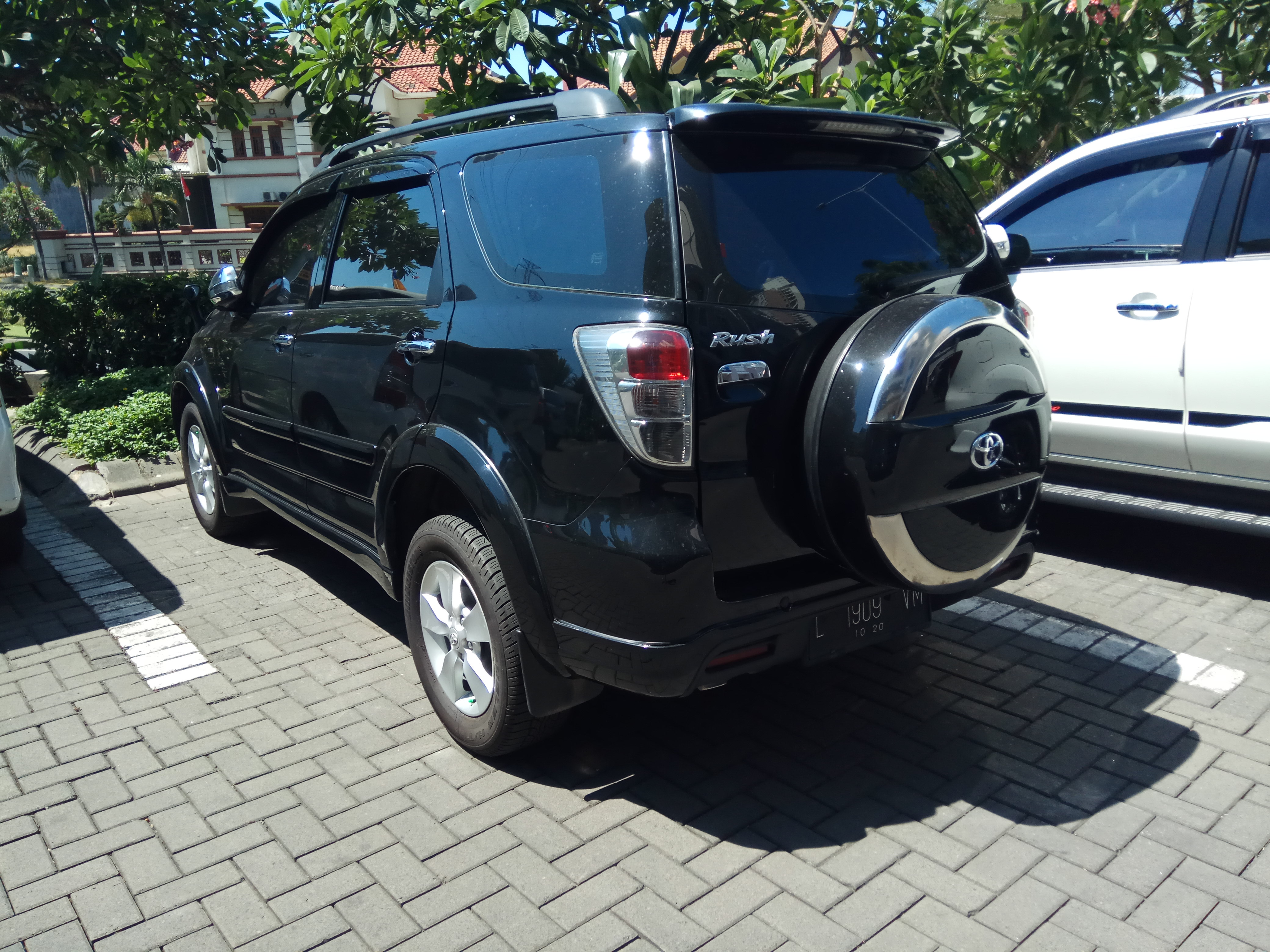
1.5 Gグレード
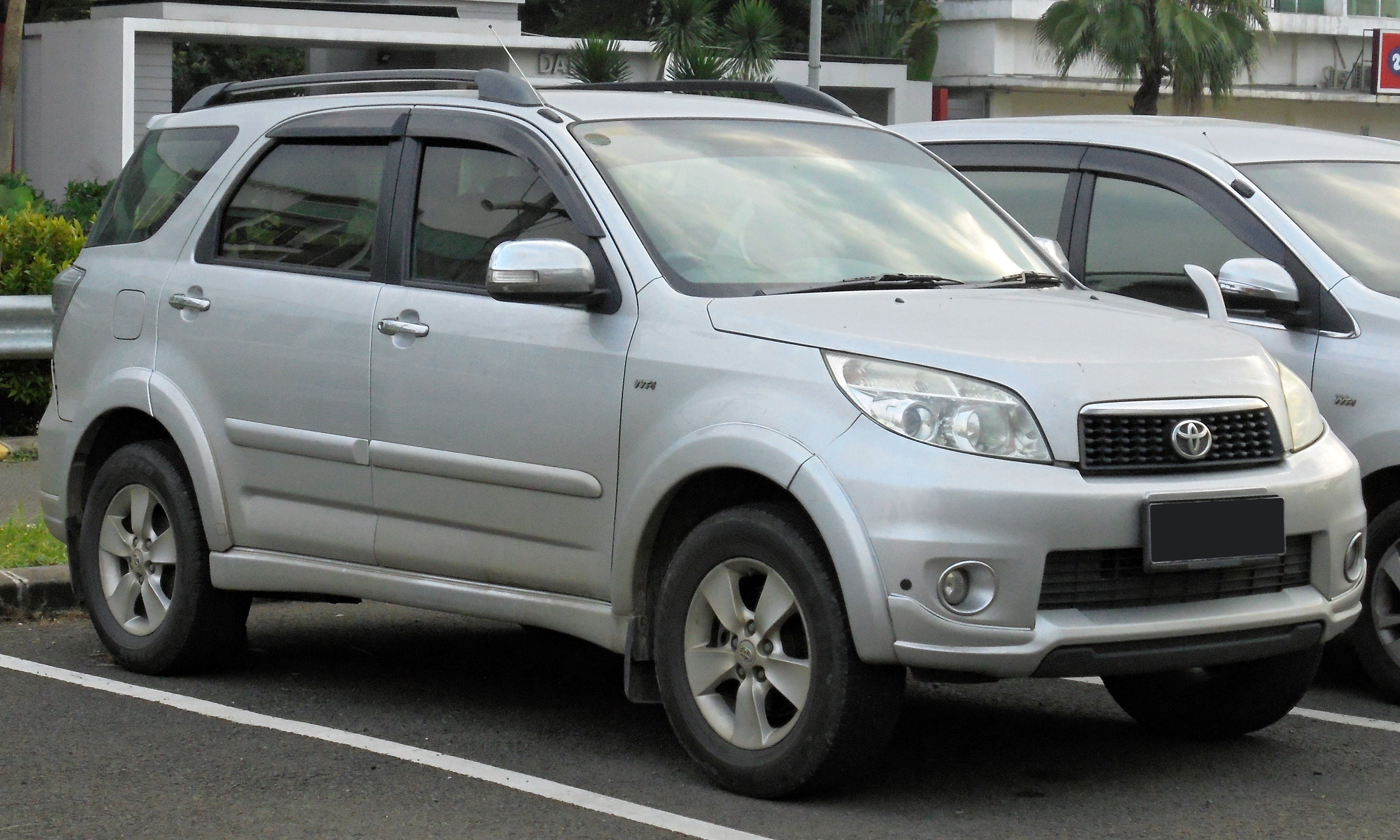
1.5 Sグレード
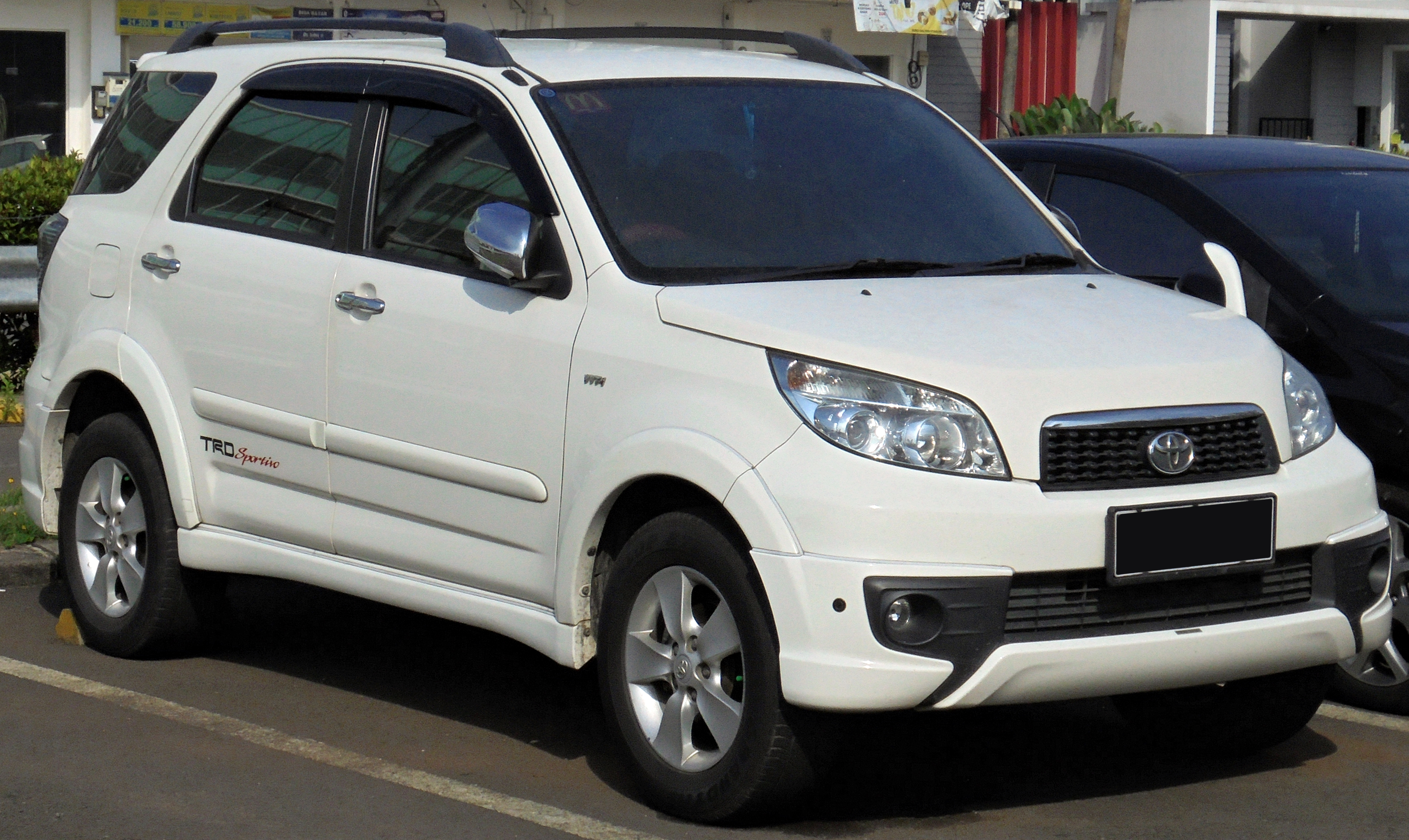
1.5 S TRDスポルティーボ

後期型

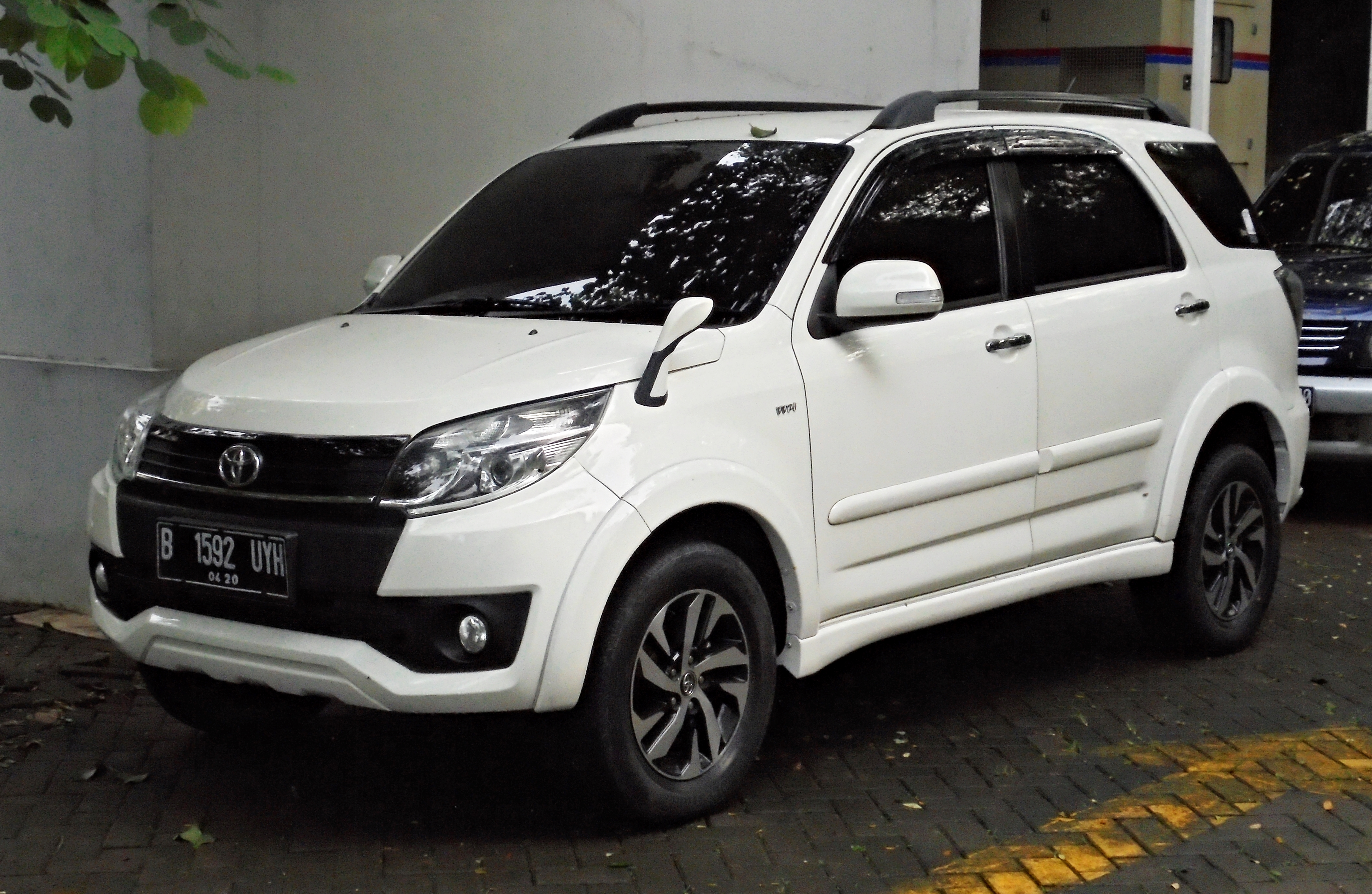
1.5 Gグレード
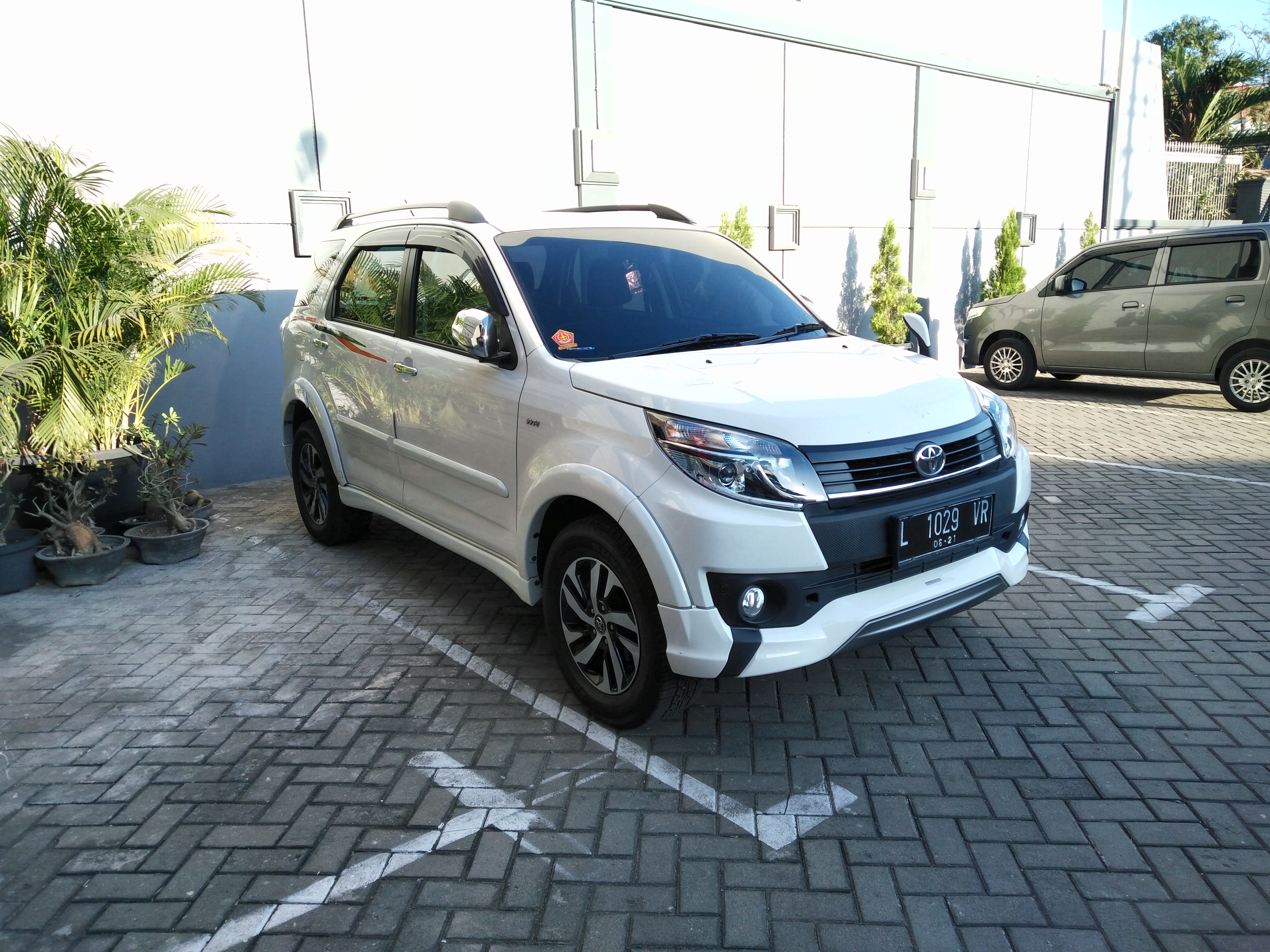
TRDスポルティーボ（フロント）
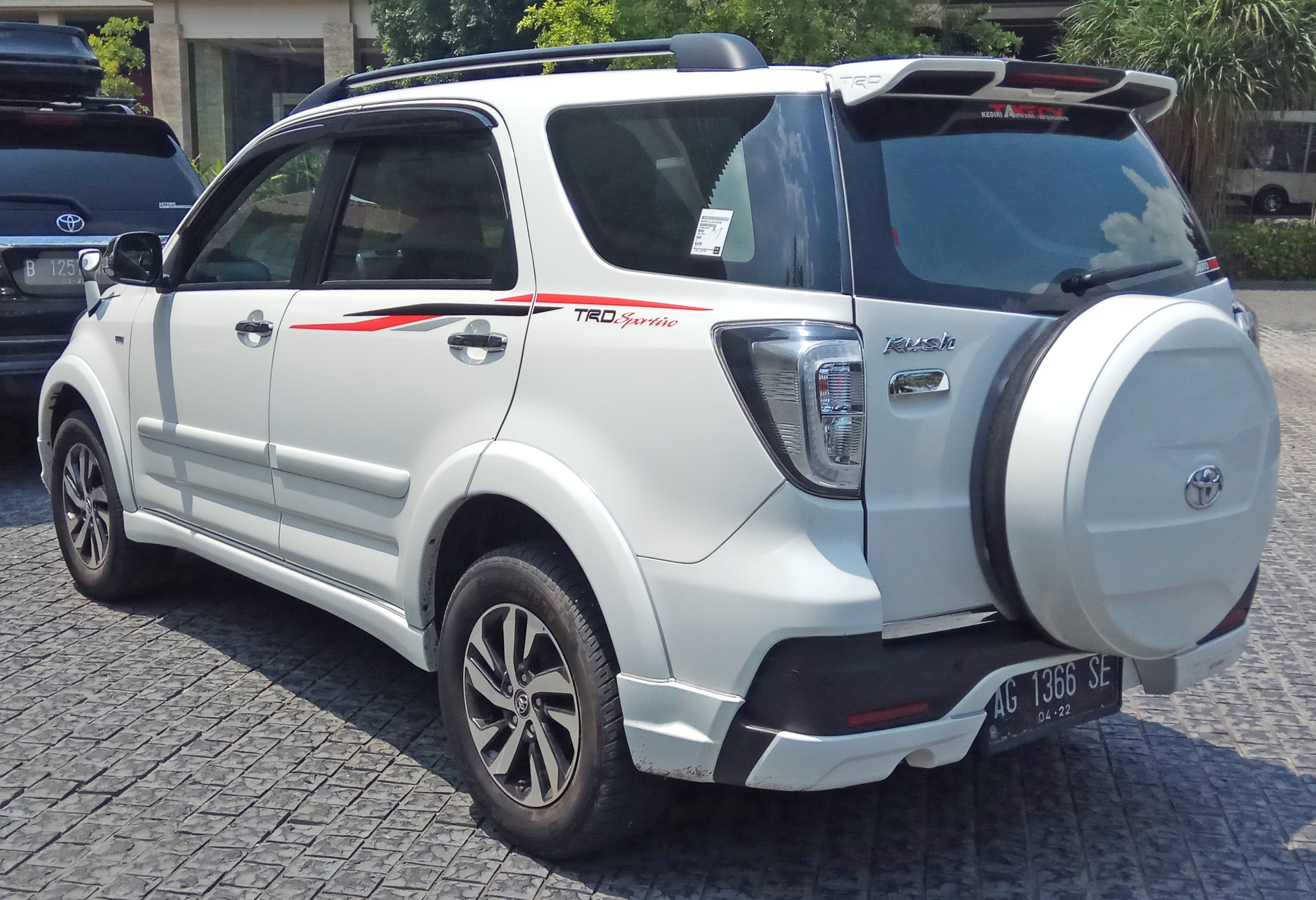
TRDスポルティーボ（リア）
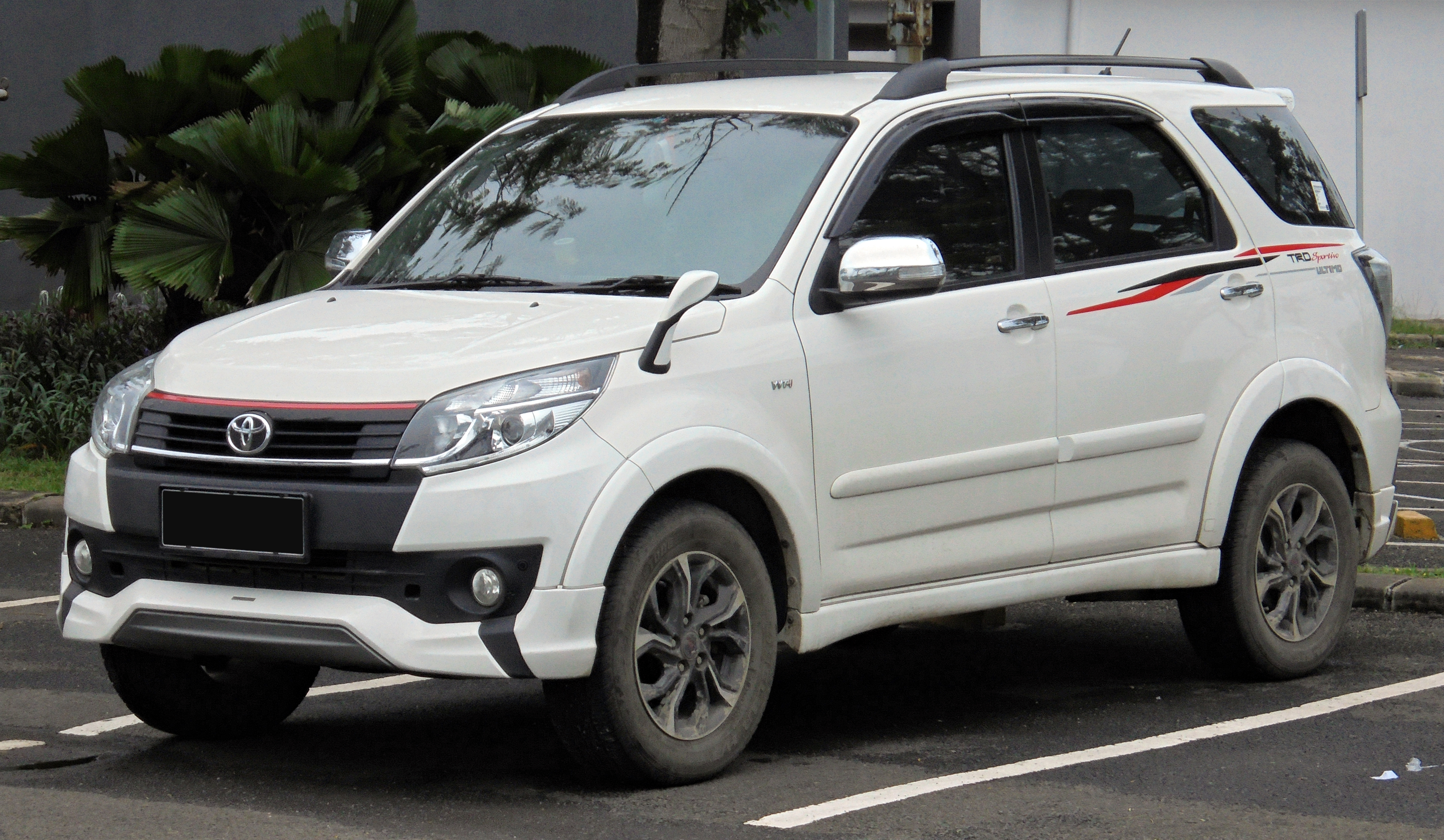
2016年販売型 TRDスポルティーボ・ウルティモ

## 2代目 F800/F850型（2018年 - ）
2代目となるラッシュも初代同様、ダイハツ・テリオスのOEMで2列5人乗りと3列7人乗りのSUVとなる。トヨタ・アバンザの車台をベースに日本で開発され、1.5L直列4気筒エンジンを搭載。駆動方式はFRで、トランスミッションは5速MTと4速AT。6色のボディーカラーが用意された。先代の特徴だったテールゲートに取り付けられたスペアタイヤは車底部へ収納され、テールゲートは跳ね上げ式になった。
- 2017年
  - 11月23日 - インドネシアで2代目モデルが発表（2018年1月3日販売開始）。7人乗りのみ。
- 2018年
  - 5月 - フィリピンにて販売開始。Eグレードは5人乗り、Gグレードは7人乗りとなる[7]。
  - 5月13日 - アラブ首長国連邦にて販売開始。7人乗りのみ[8]。
  - 7月 - 南アフリカにて販売開始。5人乗りのみ[9]。
  - 7月 - ジャマイカにて販売開始。7人乗りのみ[10]。
  - 7月 - コロンビアにて販売開始。7人乗りのみ[11]。
  - 9月10日 - パキスタンにて販売開始。3グレード、7人乗りのみの販売となる[12]。
  - 9月25日 - ベトナムにて販売開始。7人乗り4速ATの1グレードのみの販売となる[13]。
  - 10月18日 - マレーシアにて販売開始。7人乗りのみで、トランスミッションは4速ATのみ。衝突軽減ブレーキを搭載したグレードが存在する[14]。生産はプロドゥアが行う[15]。

前期型

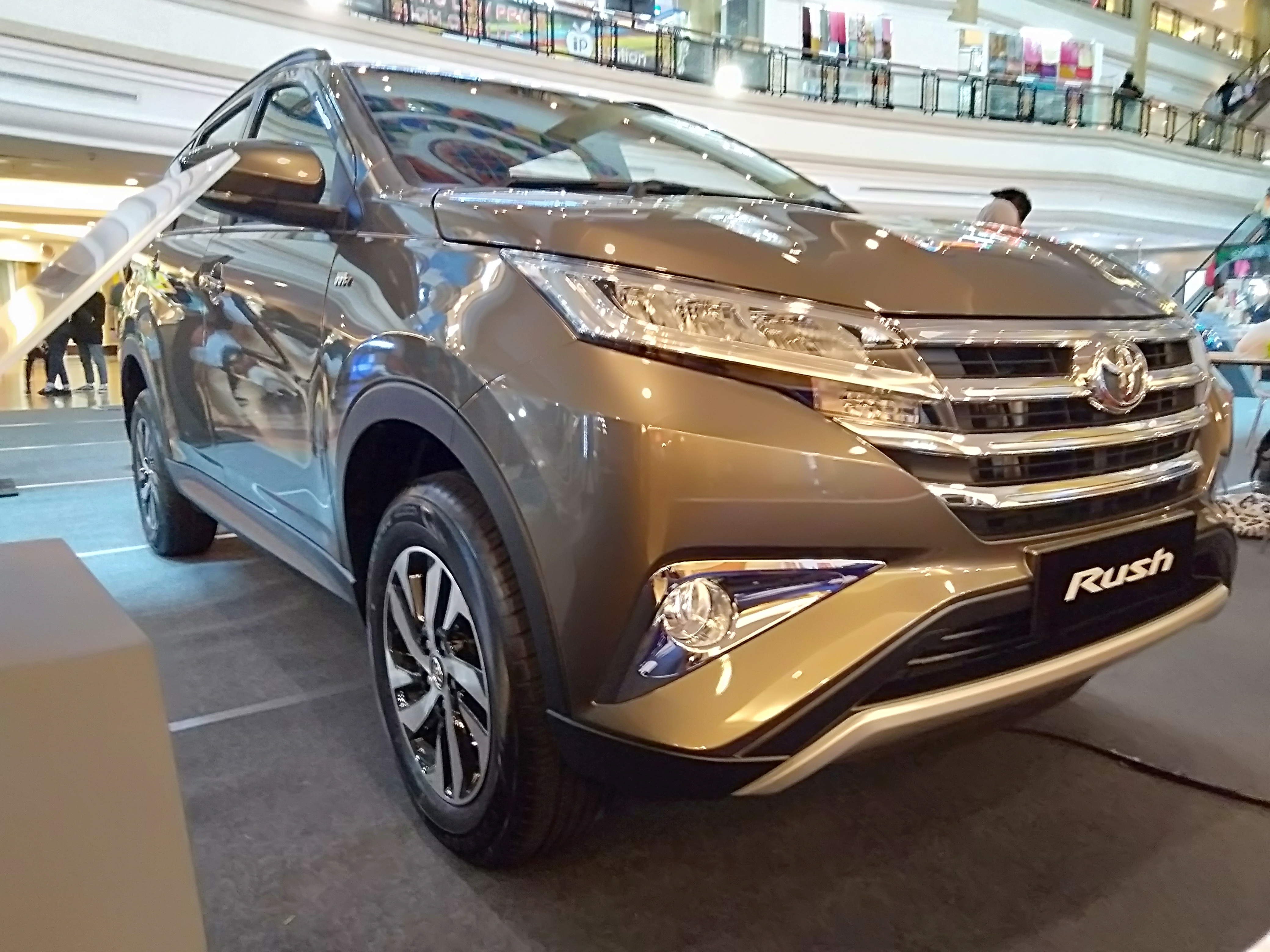
Gグレード（フロント）
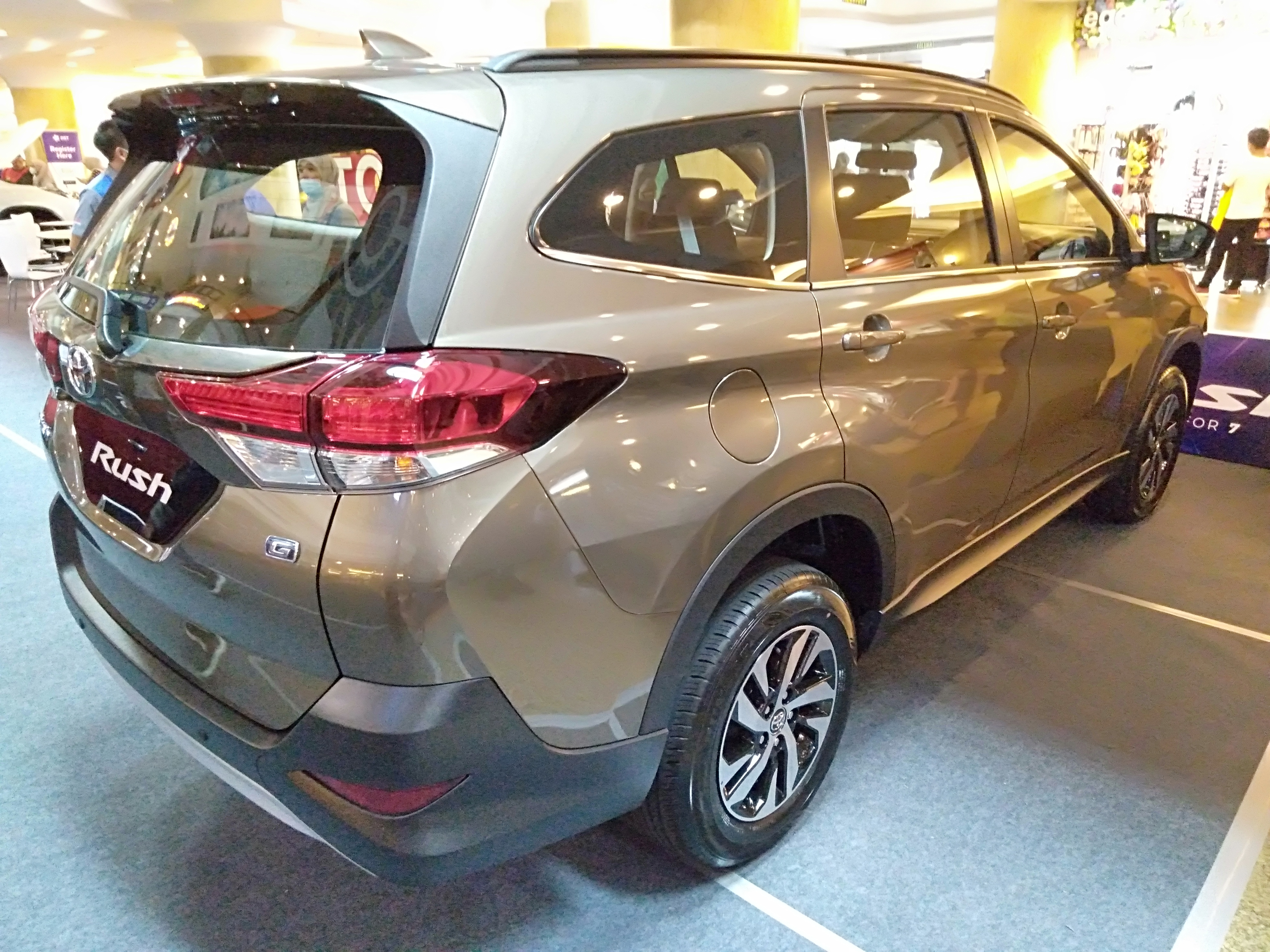
Gグレード（リア）
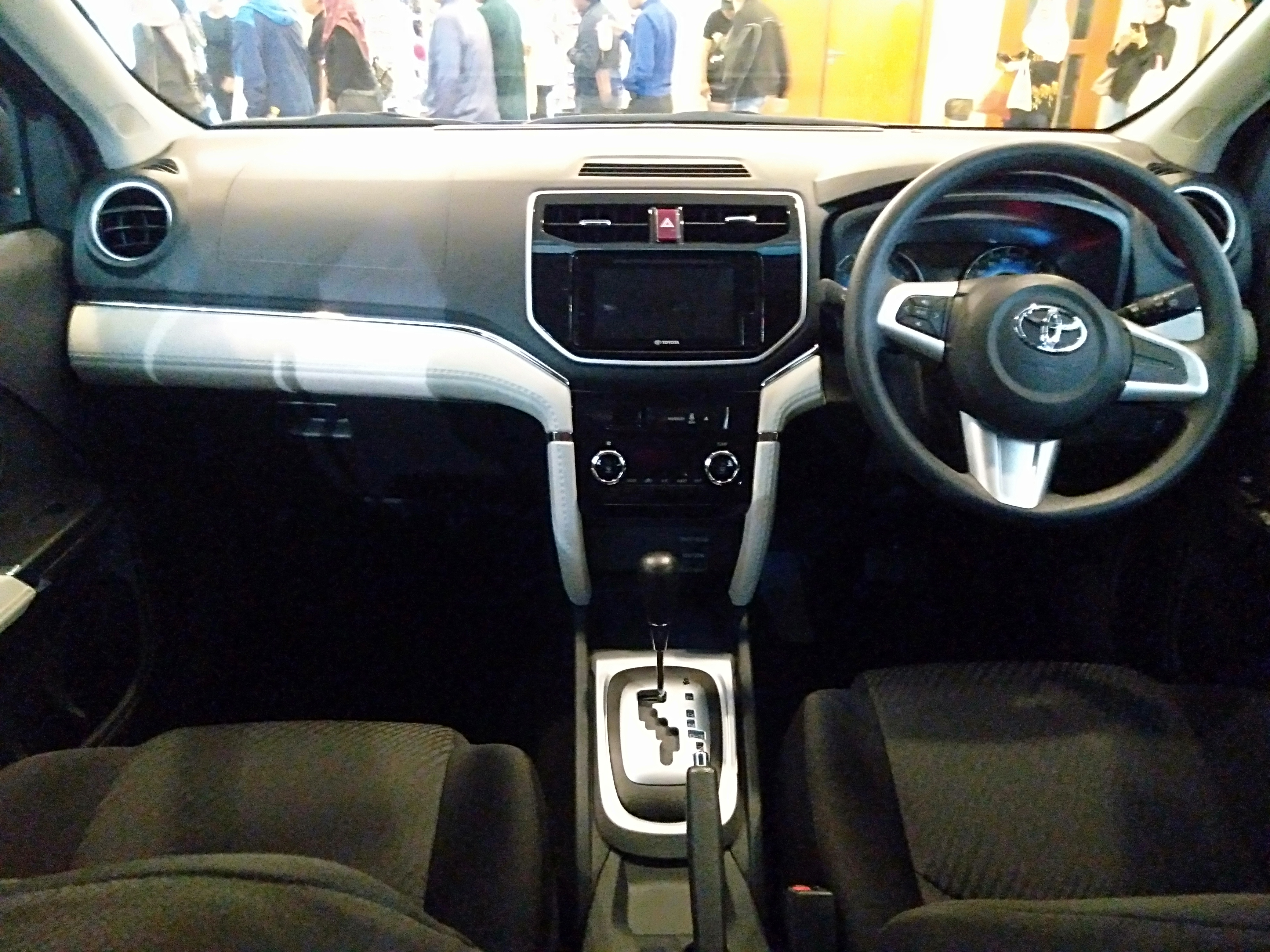
Gグレード（インテリア）
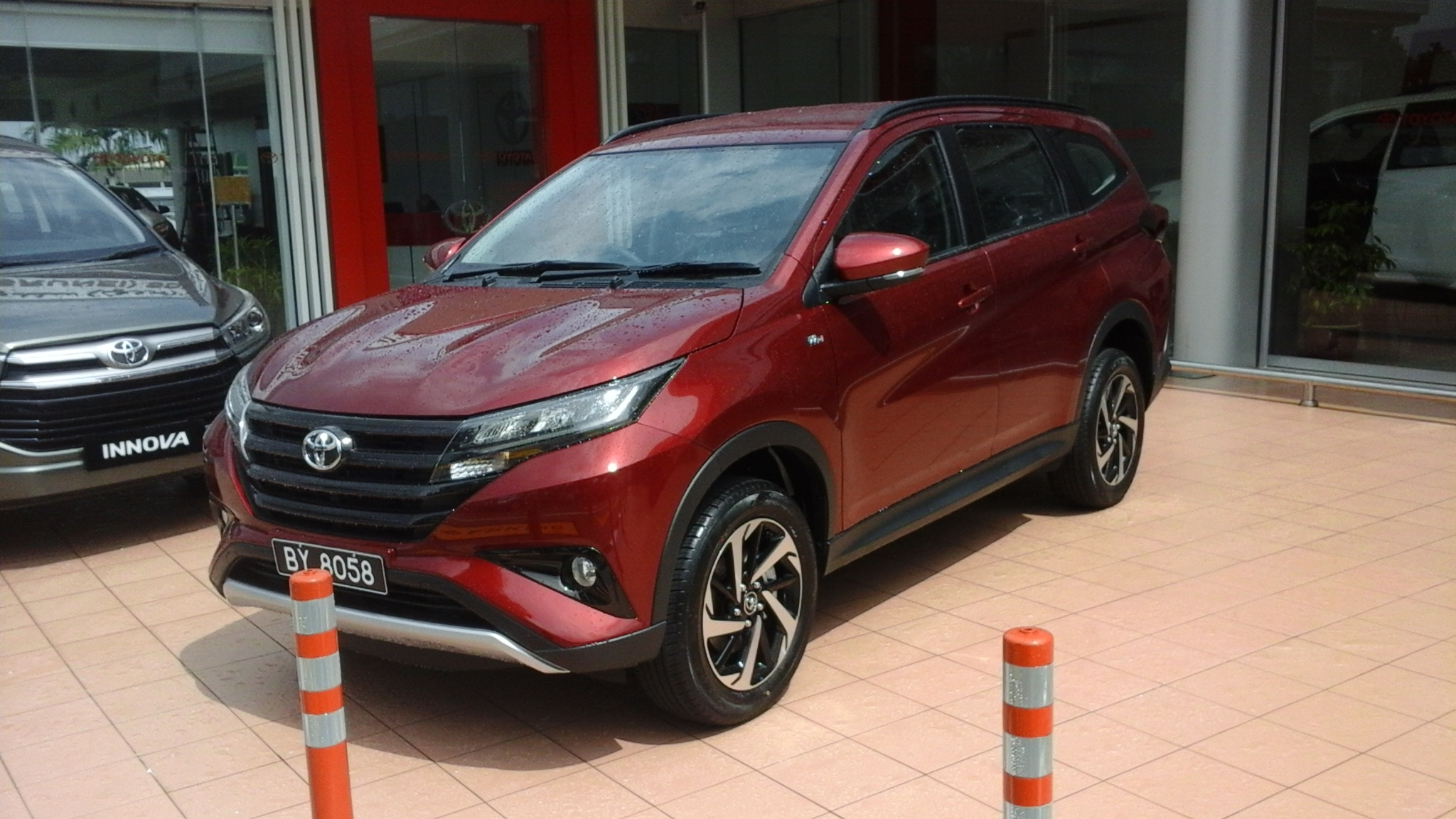
Sグレード（フロント）
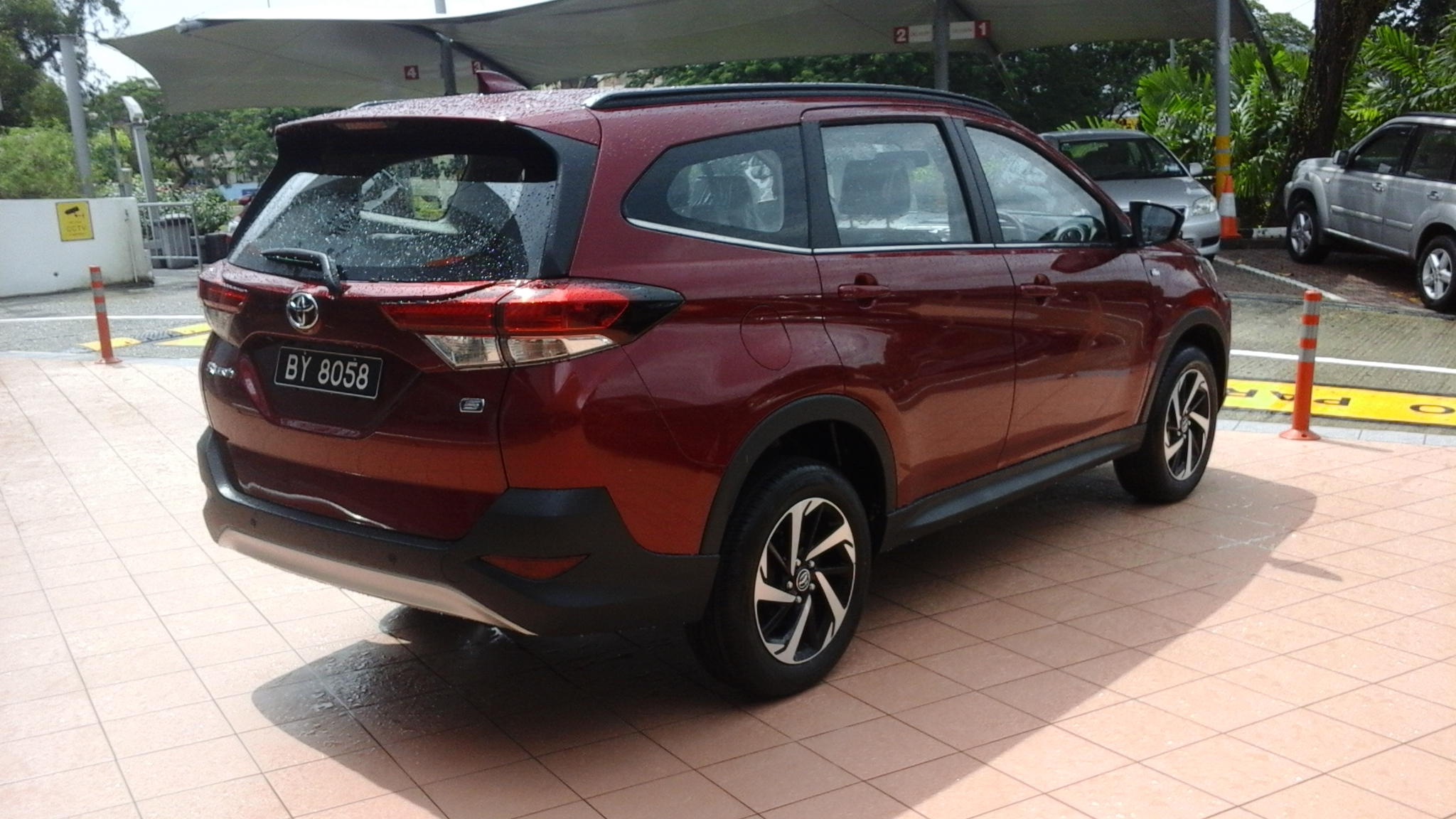
Sグレード（リア）
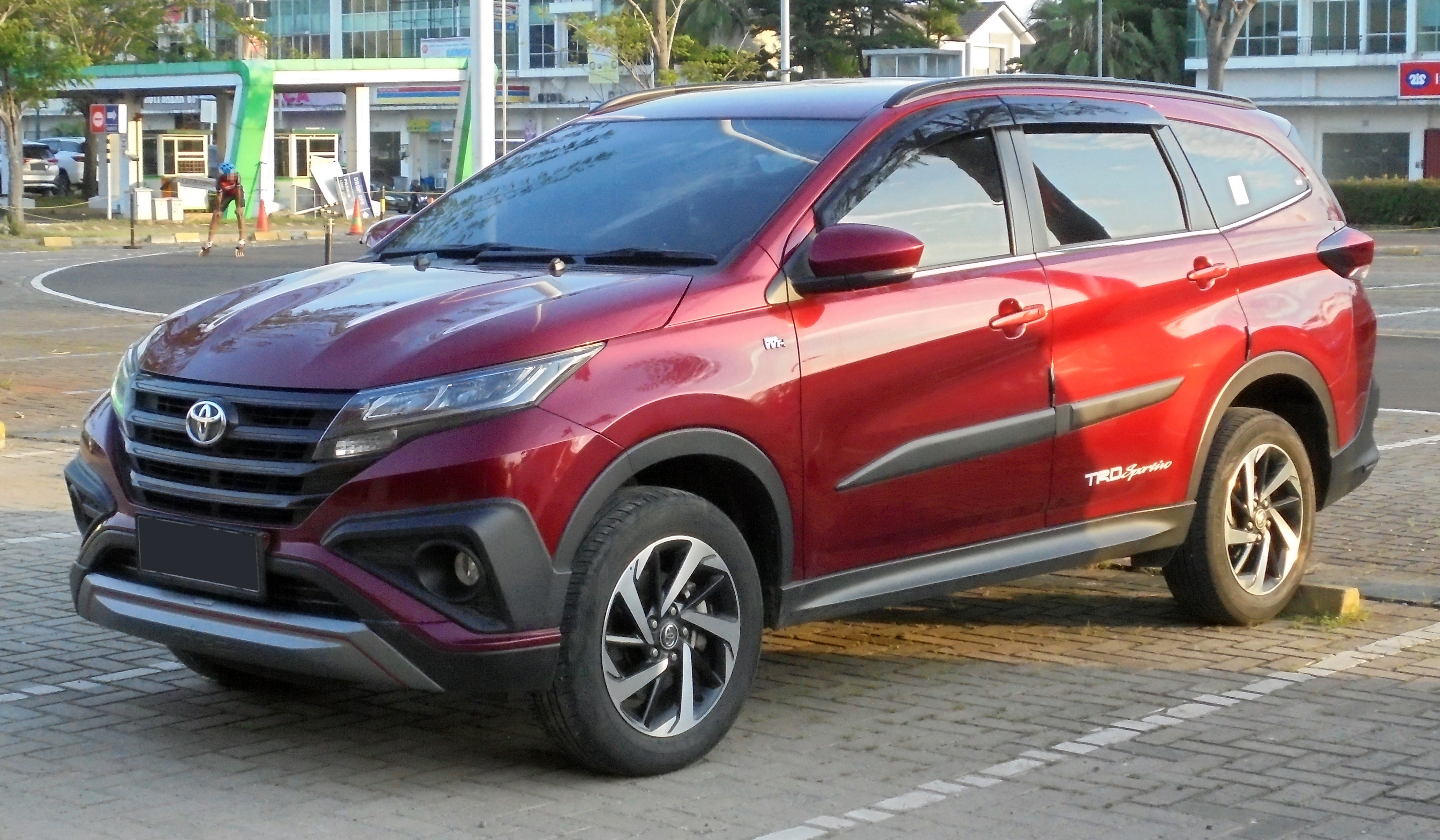
1.5 S TRDスポルティーボ
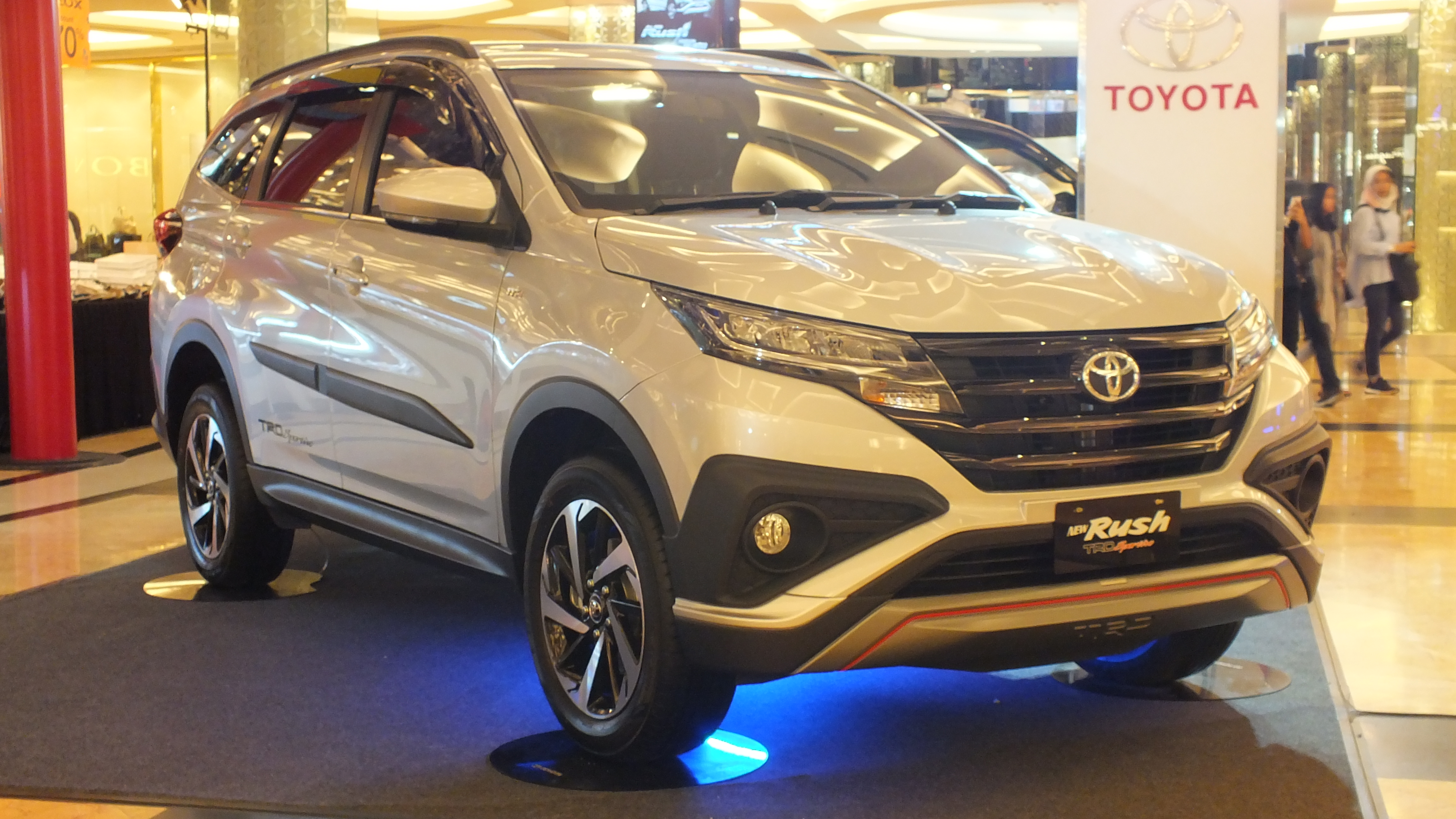
1.5 TRDスポルティーボ（フロント）
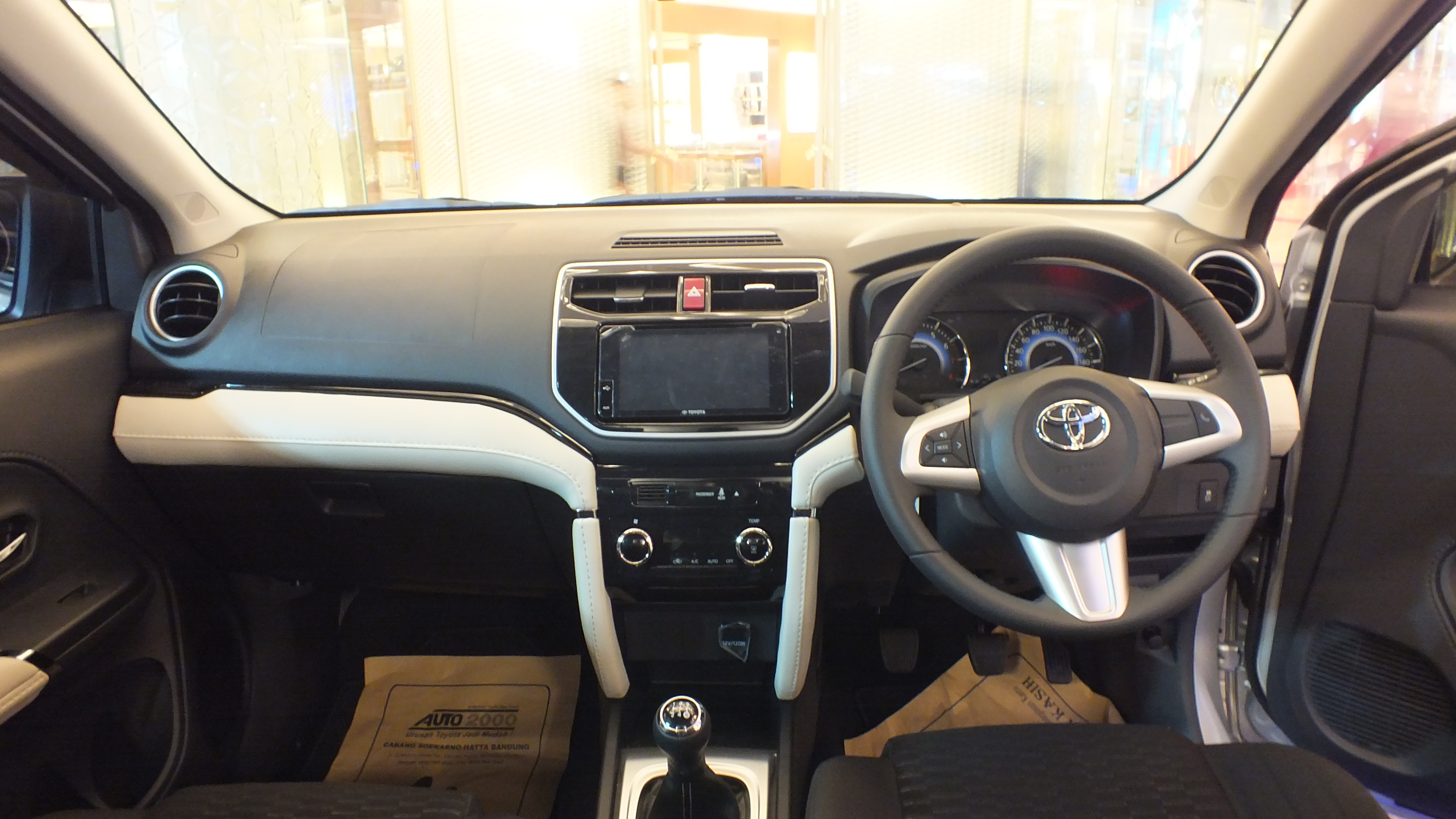
1.5 TRDスポルティーボ（インテリア）
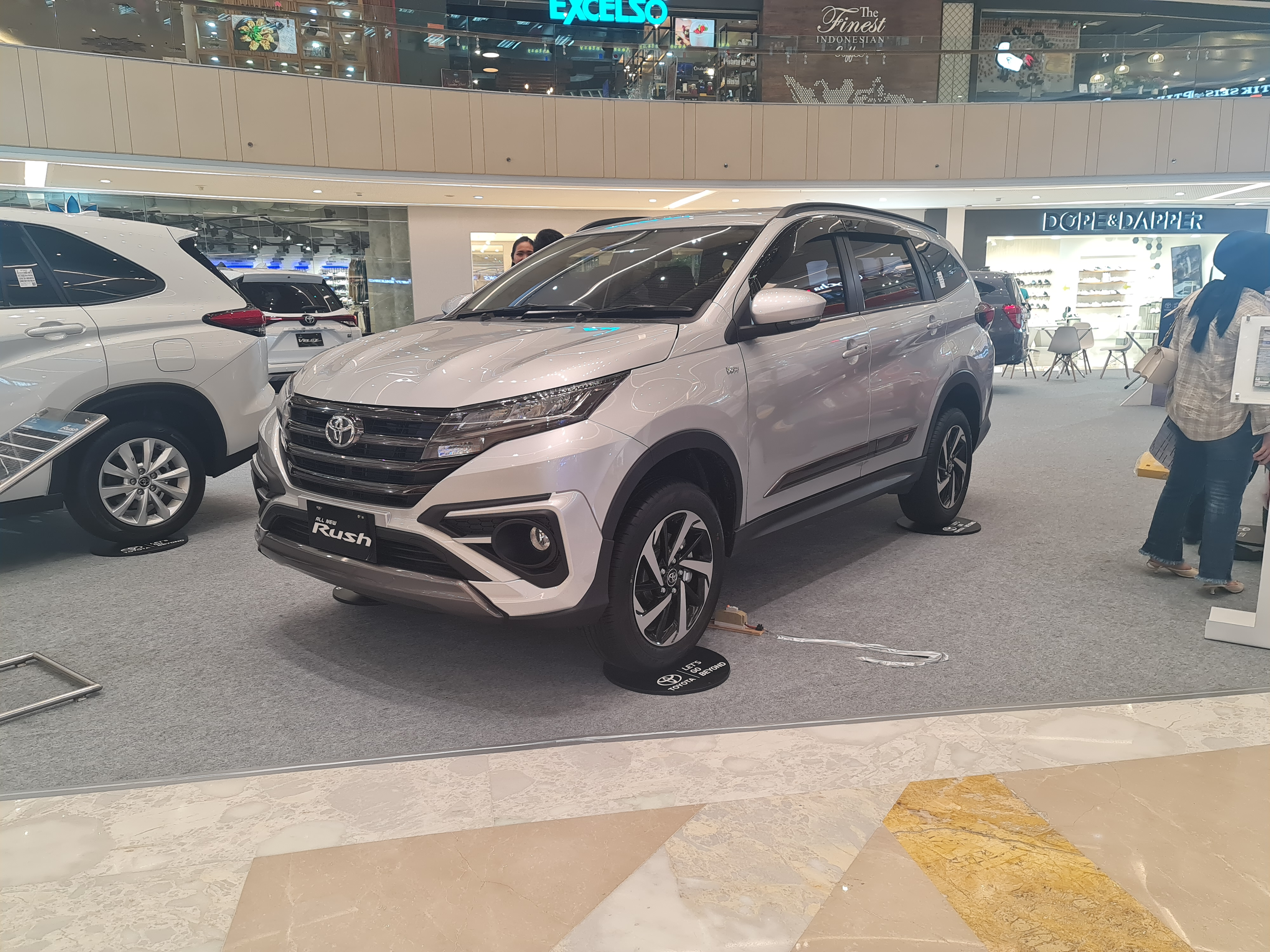
1.5 GR SPORT（フロント）
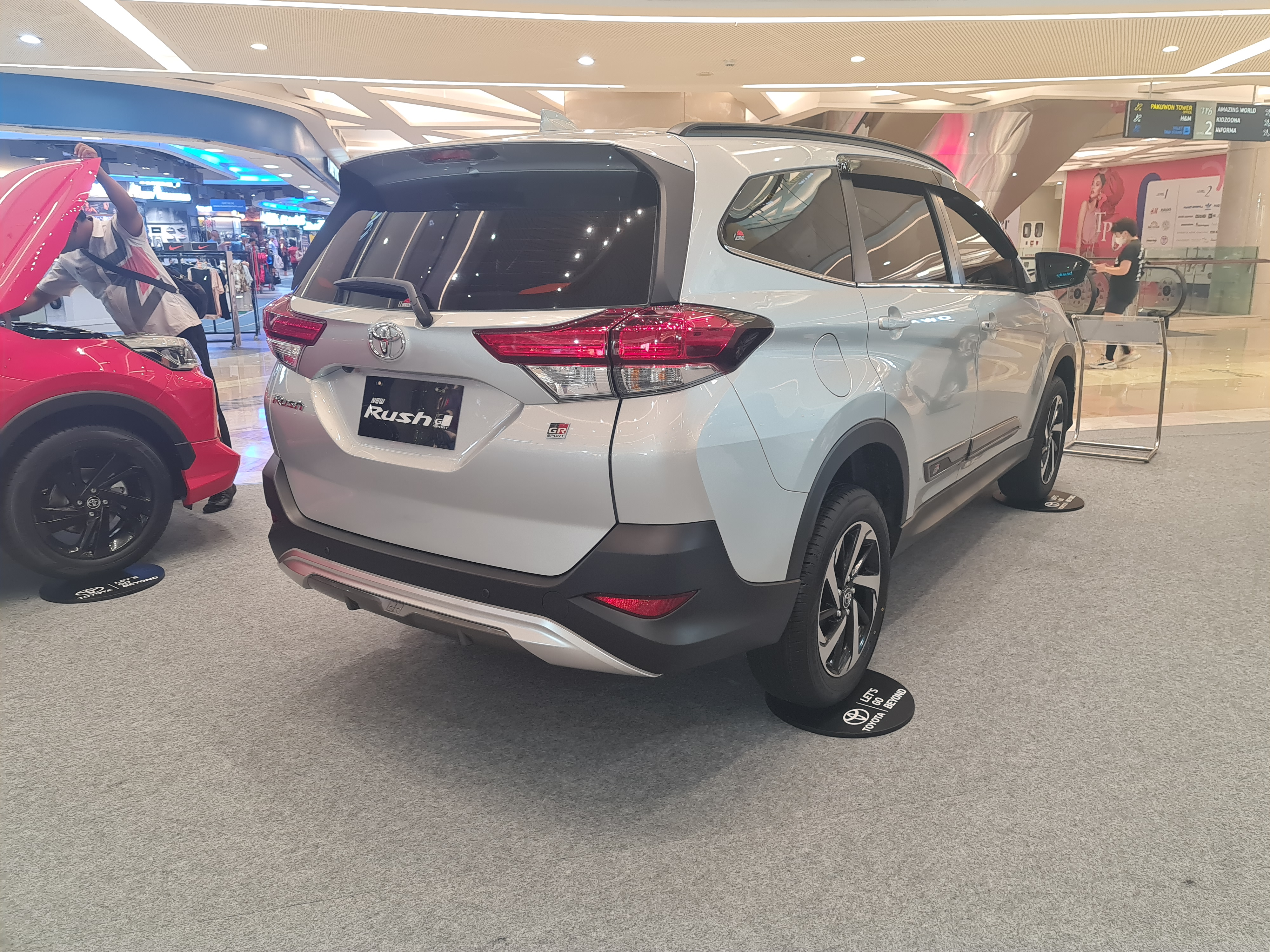
1.5 GR SPORT（リア）

## 販売店（初代）
- トヨペット店（大阪地区は2006年8月7日まで大阪トヨタ）

## 車名の由来
- 「勢いよく進む」と言う意味のRushを表している。